# バレーボール2016/17VチャレンジリーグI
バレーボール2016/17VチャレンジリーグI（バレーボール 2016/17 ブイチャレンジリーグ ワン）は、2016年10月29日から2017年2月26日にかけて行われたV・チャレンジリーグIの大会である。男子は大分三好ヴァイセアドラーが優勝し、女子は昨シーズンにVプレミアリーグから降格したデンソー・エアリービーズが優勝した。

## 概要

### 日程
- 男子：2016年11月5日 - 2017年2月26日
- 女子：2016年10月29日 - 2017年2月26日

### 前回からの変更点
- V・チャレンジリーグ入替戦（昨年のV・チャレンジリーグI / VチャレンジリーグII順位決定戦から改称[3]）の出場チーム数が昨年の1から2に変更された。すなわち、最終順位が7位及び8位のチームがV・チャレンジリーグ入替戦に出場し、V・チャレンジリーグIIの優勝、準優勝チームと対戦することになった。
- V・プレミアリーグで今季から導入されることになったビデオ判定システム（チャレンジシステム）は、V・チャレンジリーグIでは導入されない。

### ライブストリーミング
- ライブストリーミングは昨年まで行われていなかったが、DAZNによるV・プレミアリーグの全試合放映開始に伴い、VチャレンジリーグIの一部試合も有料放映されることになった[4]。

## 男子

### 参加チーム
| 前回順位 | チーム名                       | 備考                          |
| -------- | ------------------------------ | ----------------------------- |
| 1        | 富士通カワサキレッドスピリッツ |                               |
| 2        | 大分三好ヴァイセアドラー       |                               |
| 3        | トヨタ自動車サンホークス       |                               |
| 4        | 大同特殊鋼レッドスター         |                               |
| 5        | 警視庁フォートファイターズ     |                               |
| 6        | 埼玉アザレア                   |                               |
| 7        | つくばユナイテッドSun GAIA     |                               |
| -        | VC長野トライデンツ             | V・チャレンジリーグIIから昇格 |

### 1Leg
赤字はホームチーム。

#### 11月5日
| #501 | 2016年11月5日 11:00 |                                          |                                       |                                            |                                                                            |
| #501 | 2016年11月5日 11:00 | 富士通レッドスピリッツ （通算ポイント3） | 3 - 1 (25-20) (27-25) (18-25) (33-31) | 大分三好ヴァイセアドラー （通算ポイント0） | 霞ヶ浦文化体育館（水郷体育館） 観客数: 554人 主審: 松延亮一 副審: 笠倉雅弘 |
| #501 | 2016年11月5日 11:00 |                                          |                                       |                                            | 霞ヶ浦文化体育館（水郷体育館） 観客数: 554人 主審: 松延亮一 副審: 笠倉雅弘 |

| #502 | 2016年11月5日 13:36 |                                            |                                       |                                          |                                                                            |
| #502 | 2016年11月5日 13:36 | トヨタ自動車サンホークス （通算ポイント3） | 3 - 1 (25-21) (25-19) (14-25) (25-23) | 大同特殊鋼レッドスター （通算ポイント0） | 霞ヶ浦文化体育館（水郷体育館） 観客数: 749人 主審: 中西幸治 副審: 山﨑公寛 |
| #502 | 2016年11月5日 13:36 |                                            |                                       |                                          | 霞ヶ浦文化体育館（水郷体育館） 観客数: 749人 主審: 中西幸治 副審: 山﨑公寛 |

| #503 | 2016年11月5日 15:45 |                                              |                                              |                                      |                                                                              |
| #503 | 2016年11月5日 15:45 | つくばユナイテッドSun GAIA （通算ポイント1） | 2 - 3 (19-25) (25-23) (18-25) (26-24) (9-15) | VC長野トライデンツ （通算ポイント2） | 霞ヶ浦文化体育館（水郷体育館） 観客数: 1,004人 主審: 慈眼雅啓 副審: 杉村友雄 |
| #503 | 2016年11月5日 15:45 |                                              |                                              |                                      | 霞ヶ浦文化体育館（水郷体育館） 観客数: 1,004人 主審: 慈眼雅啓 副審: 杉村友雄 |

#### 11月6日
| #504 | 2016年11月6日 11:00 |                                            |                                               |                                      |                                                                            |
| #504 | 2016年11月6日 11:00 | 大分三好ヴァイセアドラー （通算ポイント2） | 3 - 2 (25-20) (18-25) (17-25) (25-21) (15-13) | VC長野トライデンツ （通算ポイント3） | 霞ヶ浦文化体育館（水郷体育館） 観客数: 580人 主審: 杉村友雄 副審: 屋貝直也 |
| #504 | 2016年11月6日 11:00 |                                            |                                               |                                      | 霞ヶ浦文化体育館（水郷体育館） 観客数: 580人 主審: 杉村友雄 副審: 屋貝直也 |

| #505 | 2016年11月6日 13:40 |                                              |                                               |                                |                                                                            |
| #505 | 2016年11月6日 13:40 | 警視庁フォートファイターズ （通算ポイント1） | 2 - 3 (25-20) (19-25) (23-25) (25-21) (18-20) | 埼玉アザレア （通算ポイント2） | 霞ヶ浦文化体育館（水郷体育館） 観客数: 804人 主審: 松延亮一 副審: 酒井義成 |
| #505 | 2016年11月6日 13:40 |                                              |                                               |                                | 霞ヶ浦文化体育館（水郷体育館） 観客数: 804人 主審: 松延亮一 副審: 酒井義成 |

| #506 | 2016年11月6日 16:30 |                                              |                                       |                                            |                                                                              |
| #506 | 2016年11月6日 16:30 | つくばユナイテッドSun GAIA （通算ポイント4） | 3 - 1 (28-26) (16-25) (25-16) (25-22) | トヨタ自動車サンホークス （通算ポイント3） | 霞ヶ浦文化体育館（水郷体育館） 観客数: 1,023人 主審: 中西幸治 副審: 慈眼雅啓 |
| #506 | 2016年11月6日 16:30 |                                              |                                       |                                            | 霞ヶ浦文化体育館（水郷体育館） 観客数: 1,023人 主審: 中西幸治 副審: 慈眼雅啓 |

#### 11月19日
この日の試合はチャレンジリーグIIと同時開催された。
| #507 | 2016年11月19日 11:00 |                                                  |                               |                                          |                                                                          |
| #507 | 2016年11月19日 11:00 | 富士通カワサキレッドスピリッツ （通算ポイント6） | 3 - 0 (25-17) (25-16) (25-22) | 大同特殊鋼レッドスター （通算ポイント0） | 日野市市民の森ふれあいホール 観客数: 100人 主審: 中西幸治 副審: 饗庭和恵 |
| #507 | 2016年11月19日 11:00 |                                                  |                               |                                          | 日野市市民の森ふれあいホール 観客数: 100人 主審: 中西幸治 副審: 饗庭和恵 |

| #508 | 2016年11月19日 13:05 |                                              |                               |                                            |                                                                          |
| #508 | 2016年11月19日 13:05 | 警視庁フォートファイターズ （通算ポイント1） | 0 - 3 (21-25) (15-25) (23-25) | 大分三好ヴァイセアドラー （通算ポイント5） | 日野市市民の森ふれあいホール 観客数: 150人 主審: 笠羽康範 副審: 高田恒樹 |
| #508 | 2016年11月19日 13:05 |                                              |                               |                                            | 日野市市民の森ふれあいホール 観客数: 150人 主審: 笠羽康範 副審: 高田恒樹 |

| #509 | 2016年11月19日 15:10 |                                            |                                       |                                |                                                                          |
| #509 | 2016年11月19日 15:10 | トヨタ自動車サンホークス （通算ポイント6） | 3 - 1 (25-21) (21-25) (25-14) (25-18) | 埼玉アザレア （通算ポイント2） | 日野市市民の森ふれあいホール 観客数: 100人 主審: 慈眼雅啓 副審: 及川千春 |
| #509 | 2016年11月19日 15:10 |                                            |                                       |                                | 日野市市民の森ふれあいホール 観客数: 100人 主審: 慈眼雅啓 副審: 及川千春 |

#### 11月20日
この日の試合はチャレンジリーグIIと同時開催された。
| #510 | 2016年11月20日 11:00 |                                                  |                                       |                                |                                                                            |
| #510 | 2016年11月20日 11:00 | 富士通カワサキレッドスピリッツ （通算ポイント6） | 3 - 1 (28-30) (25-22) (25-21) (28-26) | 埼玉アザレア （通算ポイント2） | 日野市市民の森ふれあいホール 観客数: 120人 主審: 慈眼雅啓 副審: 川久保敬規 |
| #510 | 2016年11月20日 11:00 |                                                  |                                       |                                | 日野市市民の森ふれあいホール 観客数: 120人 主審: 慈眼雅啓 副審: 川久保敬規 |

| #511 | 2016年11月20日 13:45 |                                          |                                       |                                      |                                                                          |
| #511 | 2016年11月20日 13:45 | 大同特殊鋼レッドスター （通算ポイント0） | 1 - 3 (16-25) (17-25) (28-26) (18-25) | VC長野トライデンツ （通算ポイント6） | 日野市市民の森ふれあいホール 観客数: 115人 主審: 中西幸治 副審: 虎澤吉剛 |
| #511 | 2016年11月20日 13:45 |                                          |                                       |                                      | 日野市市民の森ふれあいホール 観客数: 115人 主審: 中西幸治 副審: 虎澤吉剛 |

| #512 | 2016年11月20日 16:20 |                                              |                               |                                              |                                                                          |
| #512 | 2016年11月20日 16:20 | 警視庁フォートファイターズ （通算ポイント1） | 0 - 3 (20-25) (24-26) (17-25) | つくばユナイテッドSun GAIA （通算ポイント7） | 日野市市民の森ふれあいホール 観客数: 138人 主審: 笠羽康範 副審: 水間絵美 |
| #512 | 2016年11月20日 16:20 |                                              |                               |                                              | 日野市市民の森ふれあいホール 観客数: 138人 主審: 笠羽康範 副審: 水間絵美 |

#### 11月26日
| #513 | 2016年11月26日 13:00 |                                              |                       |                                      |                                                                  |
| #513 | 2016年11月26日 13:00 | 警視庁フォートファイターズ （通算ポイント1） | 0 - 3 (23-25) (20-25) | VC長野トライデンツ （通算ポイント9） | 宮前スポーツセンター 観客数: 405人 主審: 小瀧健二 副審: 大谷清子 |
| #513 | 2016年11月26日 13:00 |                                              |                       |                                      | 宮前スポーツセンター 観客数: 405人 主審: 小瀧健二 副審: 大谷清子 |

| #514 | 2016年11月26日 15:00 |                                                   |                                               |                                            |                                                                |
| #514 | 2016年11月26日 15:00 | 富士通カワサキレッドスピリッツ （通算ポイント11） | 3 - 2 (19-25) (22-25) (25-14) (25-17) (15-11) | トヨタ自動車サンホークス （通算ポイント7） | 宮前スポーツセンター 観客数: 489人 主審: 正岡卓 副審: 浜野陽一 |
| #514 | 2016年11月26日 15:00 |                                                   |                                               |                                            | 宮前スポーツセンター 観客数: 489人 主審: 正岡卓 副審: 浜野陽一 |

| #515 | 2016年11月26日 13:00 |                                            |                                       |                                |                                                                    |
| #515 | 2016年11月26日 13:00 | 大分三好ヴァイセアドラー （通算ポイント8） | 3 - 1 (26-28) (25-22) (25-17) (25-22) | 埼玉アザレア （通算ポイント2） | 大同特殊鋼星崎工場体育館 観客数: 170人 主審: 大下孝 副審: 柘植知則 |
| #515 | 2016年11月26日 13:00 |                                            |                                       |                                | 大同特殊鋼星崎工場体育館 観客数: 170人 主審: 大下孝 副審: 柘植知則 |

| #516 | 2016年11月26日 15:20 |                                          |                                       |                                               |                                                                        |
| #516 | 2016年11月26日 15:20 | 大同特殊鋼レッドスター （通算ポイント0） | 1 - 3 (23-25) (26-24) (22-25) (21-25) | つくばユナイテッドSun GAIA （通算ポイント10） | 大同特殊鋼星崎工場体育館 観客数: 170人 主審: 上土谷政高 副審: 小林隆行 |
| #516 | 2016年11月26日 15:20 |                                          |                                       |                                               | 大同特殊鋼星崎工場体育館 観客数: 170人 主審: 上土谷政高 副審: 小林隆行 |

#### 11月27日
| #517 | 2016年11月27日 12:00 |                                            |                                               |                                       |                                                                |
| #517 | 2016年11月27日 12:00 | トヨタ自動車サンホークス （通算ポイント9） | 3 - 2 (25-20) (23-25) (20-25) (25-20) (17-15) | VC長野トライデンツ （通算ポイント10） | 宮前スポーツセンター 観客数: 310人 主審: 正岡卓 副審: 吉谷友輔 |
| #517 | 2016年11月27日 12:00 |                                            |                                               |                                       | 宮前スポーツセンター 観客数: 310人 主審: 正岡卓 副審: 吉谷友輔 |

| #518 | 2016年11月27日 14:35 |                                                   |                                       |                                              |                                                                  |
| #518 | 2016年11月27日 14:35 | 富士通カワサキレッドスピリッツ （通算ポイント14） | 3 - 1 (22-25) (25-22) (25-23) (25-12) | 警視庁フォートファイターズ （通算ポイント1） | 宮前スポーツセンター 観客数: 417人 主審: 小瀧健二 副審: 浜野陽一 |
| #518 | 2016年11月27日 14:35 |                                                   |                                       |                                              | 宮前スポーツセンター 観客数: 417人 主審: 小瀧健二 副審: 浜野陽一 |

| #519 | 2016年11月27日 12:00 |                                             |                       |                                               |                                                                    |
| #519 | 2016年11月27日 12:00 | 大分三好ヴァイセアドラー （通算ポイント11） | 3 - 0 (25-22) (25-20) | つくばユナイテッドSun GAIA （通算ポイント10） | 大同特殊鋼星崎工場体育館 観客数: 160人 主審: 柘植知則 副審: 大下孝 |
| #519 | 2016年11月27日 12:00 |                                             |                       |                                               | 大同特殊鋼星崎工場体育館 観客数: 160人 主審: 柘植知則 副審: 大下孝 |

| #520 | 2016年11月27日 14:10 |                                          |                                       |                                |                                                                        |
| #520 | 2016年11月27日 14:10 | 大同特殊鋼レッドスター （通算ポイント3） | 3 - 1 (21-25) (25-20) (25-16) (25-18) | 埼玉アザレア （通算ポイント2） | 大同特殊鋼星崎工場体育館 観客数: 260人 主審: 上土谷政高 副審: 小林隆行 |
| #520 | 2016年11月27日 14:10 |                                          |                                       |                                | 大同特殊鋼星崎工場体育館 観客数: 260人 主審: 上土谷政高 副審: 小林隆行 |

#### 12月3日
| #521 | 2016年12月3日 13:00 |                                |                       |                                               |                                                          |
| #521 | 2016年12月3日 13:00 | 埼玉アザレア （通算ポイント2） | 0 - 3 (22-25) (21-25) | つくばユナイテッドSun GAIA （通算ポイント13） | 高森町民体育館 観客数: 310人 主審: 中島俊昌 副審: 林康彦 |
| #521 | 2016年12月3日 13:00 |                                |                       |                                               | 高森町民体育館 観客数: 310人 主審: 中島俊昌 副審: 林康彦 |

| #522 | 2016年12月3日 15:05 |                                       |                                               |                                                   |                                                            |
| #522 | 2016年12月3日 15:05 | VC長野トライデンツ （通算ポイント11） | 2 - 3 (15-25) (25-23) (20-25) (25-20) (15-17) | 富士通カワサキレッドスピリッツ （通算ポイント16） | 高森町民体育館 観客数: 470人 主審: 浅見靖人 副審: 木下智宏 |
| #522 | 2016年12月3日 15:05 |                                       |                                               |                                                   | 高森町民体育館 観客数: 470人 主審: 浅見靖人 副審: 木下智宏 |

| #523 | 2016年12月3日 13:00 |                                          |                                       |                                              |                                                                |
| #523 | 2016年12月3日 13:00 | 大同特殊鋼レッドスター （通算ポイント6） | 3 - 1 (26-24) (24-26) (25-20) (25-21) | 警視庁フォートファイターズ （通算ポイント1） | 三好公園総合体育館 観客数: 140人 主審: 佐伯昌昭 副審: 重岡紀彦 |
| #523 | 2016年12月3日 13:00 |                                          |                                       |                                              | 三好公園総合体育館 観客数: 140人 主審: 佐伯昌昭 副審: 重岡紀彦 |

| #524 | 2016年12月3日 15:40 |                                            |                               |                                             |                                                                |
| #524 | 2016年12月3日 15:40 | トヨタ自動車サンホークス （通算ポイント3） | 0 - 3 (17-25) (19-25) (17-25) | 大分三好ヴァイセアドラー （通算ポイント14） | 三好公園総合体育館 観客数: 270人 主審: 前川清隆 副審: 竹川美穂 |
| #524 | 2016年12月3日 15:40 |                                            |                               |                                             | 三好公園総合体育館 観客数: 270人 主審: 前川清隆 副審: 竹川美穂 |

#### 12月4日
| #525 | 2016年12月4日 12:00 |                                                   |                                       |                                               |                                                            |
| #525 | 2016年12月4日 12:00 | 富士通カワサキレッドスピリッツ （通算ポイント19） | 3 - 1 (25-17) (23-25) (25-16) (26-24) | つくばユナイテッドSun GAIA （通算ポイント13） | 高森町民体育館 観客数: 410人 主審: 中島俊昌 副審: 小森美明 |
| #525 | 2016年12月4日 12:00 |                                                   |                                       |                                               | 高森町民体育館 観客数: 410人 主審: 中島俊昌 副審: 小森美明 |

| #526 | 2016年12月4日 14:35 |                                       |                               |                                |                                                            |
| #526 | 2016年12月4日 14:35 | VC長野トライデンツ （通算ポイント14） | 3 - 0 (25-16) (25-19) (25-23) | 埼玉アザレア （通算ポイント2） | 高森町民体育館 観客数: 690人 主審: 浅見靖人 副審: 北原良太 |
| #526 | 2016年12月4日 14:35 |                                       |                               |                                | 高森町民体育館 観客数: 690人 主審: 浅見靖人 副審: 北原良太 |

| #527 | 2016年12月4日 12:00 |                                             |                               |                                          |                                                                |
| #527 | 2016年12月4日 12:00 | 大分三好ヴァイセアドラー （通算ポイント17） | 3 - 0 (25-19) (25-12) (25-16) | 大同特殊鋼レッドスター （通算ポイント6） | 三好公園総合体育館 観客数: 160人 主審: 前川清隆 副審: 竹川美穂 |
| #527 | 2016年12月4日 12:00 |                                             |                               |                                          | 三好公園総合体育館 観客数: 160人 主審: 前川清隆 副審: 竹川美穂 |

| #528 | 2016年12月4日 14:00 |                                             |                                               |                                              |                                                                |
| #528 | 2016年12月4日 14:00 | トヨタ自動車サンホークス （通算ポイント10） | 2 - 3 (25-21) (21-25) (23-25) (25-22) (10-15) | 警視庁フォートファイターズ （通算ポイント3） | 三好公園総合体育館 観客数: 230人 主審: 佐伯昌昭 副審: 重岡紀彦 |
| #528 | 2016年12月4日 14:00 |                                             |                                               |                                              | 三好公園総合体育館 観客数: 230人 主審: 佐伯昌昭 副審: 重岡紀彦 |

### 2Leg
赤字はホームチーム。

#### 12月10日
| #529 | 2016年12月10日 13:00 |                                                   |                                       |                                             |                                                                          |
| #529 | 2016年12月10日 13:00 | 富士通カワサキレッドスピリッツ （通算ポイント19） | 1 - 3 (23-25) (25-17) (23-25) (19-25) | トヨタ自動車サンホークス （通算ポイント13） | 騎西総合体育館（ふじアリーナ） 観客数: 562人 主審: 伊藤薫 副審: 根岸怜子 |
| #529 | 2016年12月10日 13:00 |                                                   |                                       |                                             | 騎西総合体育館（ふじアリーナ） 観客数: 562人 主審: 伊藤薫 副審: 根岸怜子 |

| #530 | 2016年12月10日 15:35 |                                |                                       |                                               |                                                                          |
| #530 | 2016年12月10日 15:35 | 埼玉アザレア （通算ポイント5） | 3 - 1 (23-25) (25-20) (25-18) (26-24) | つくばユナイテッドSun GAIA （通算ポイント13） | 騎西総合体育館（ふじアリーナ） 観客数: 635人 主審: 中西幸治 副審: 飯島毅 |
| #530 | 2016年12月10日 15:35 |                                |                                       |                                               | 騎西総合体育館（ふじアリーナ） 観客数: 635人 主審: 中西幸治 副審: 飯島毅 |

| #531 | 2016年12月10日 13:00 |                                             |                                       |                                          |                                                            |
| #531 | 2016年12月10日 13:00 | 大分三好ヴァイセアドラー （通算ポイント20） | 3 - 1 (29-27) (25-23) (23-25) (26-24) | 大同特殊鋼レッドスター （通算ポイント6） | コンパルホール 観客数: 811人 主審: 川尻康行 副審: 平田敬基 |
| #531 | 2016年12月10日 13:00 |                                             |                                       |                                          | コンパルホール 観客数: 811人 主審: 川尻康行 副審: 平田敬基 |

| #532 | 2016年12月10日 15:35 |                                              |                               |                                       |                                                        |
| #532 | 2016年12月10日 15:35 | 警視庁フォートファイターズ （通算ポイント3） | 1 - 3 (25-22) (16-25) (18-25) | VC長野トライデンツ （通算ポイント17） | コンパルホール 観客数: 841人 主審: 林淳一 副審: 田中亘 |
| #532 | 2016年12月10日 15:35 |                                              |                               |                                       | コンパルホール 観客数: 841人 主審: 林淳一 副審: 田中亘 |

#### 12月11日
| #533 | 2016年12月11日 12:00 |                                                   |                               |                                               |                                                                          |
| #533 | 2016年12月11日 12:00 | 富士通カワサキレッドスピリッツ （通算ポイント22） | 3 - 0 (25-19) (25-21) (25-23) | つくばユナイテッドSun GAIA （通算ポイント13） | 騎西総合体育館（ふじアリーナ） 観客数: 378人 主審: 中西幸治 副審: 飯島毅 |
| #533 | 2016年12月11日 12:00 |                                                   |                               |                                               | 騎西総合体育館（ふじアリーナ） 観客数: 378人 主審: 中西幸治 副審: 飯島毅 |

| #534 | 2016年12月11日 14:10 |                                |                               |                                             |                                                                          |
| #534 | 2016年12月11日 14:10 | 埼玉アザレア （通算ポイント5） | 0 - 3 (23-25) (22-25) (21-25) | トヨタ自動車サンホークス （通算ポイント16） | 騎西総合体育館（ふじアリーナ） 観客数: 458人 主審: 伊藤薫 副審: 三浦岳彦 |
| #534 | 2016年12月11日 14:10 |                                |                               |                                             | 騎西総合体育館（ふじアリーナ） 観客数: 458人 主審: 伊藤薫 副審: 三浦岳彦 |

| #535 | 2016年12月11日 12:00 |                                          |                                       |                                       |                                                          |
| #535 | 2016年12月11日 12:00 | 大同特殊鋼レッドスター （通算ポイント6） | 1 - 3 (22-25) (26-28) (25-21) (16-25) | VC長野トライデンツ （通算ポイント20） | コンパルホール 観客数: 660人 主審: 平田敬基 副審: 田中亘 |
| #535 | 2016年12月11日 12:00 |                                          |                                       |                                       | コンパルホール 観客数: 660人 主審: 平田敬基 副審: 田中亘 |

| #536 | 2016年12月11日 14:30 |                                             |                                       |                                              |                                                          |
| #536 | 2016年12月11日 14:30 | 大分三好ヴァイセアドラー （通算ポイント23） | 3 - 1 (27-25) (25-22) (25-18) (25-16) | 警視庁フォートファイターズ （通算ポイント3） | コンパルホール 観客数: 832人 主審: 川尻康行 副審: 林淳一 |
| #536 | 2016年12月11日 14:30 |                                             |                                       |                                              | コンパルホール 観客数: 832人 主審: 川尻康行 副審: 林淳一 |

#### 1月14日
| #537 | 2017年1月14日 13:00 |                                             |                                       |                                              |                                                          |
| #537 | 2017年1月14日 13:00 | トヨタ自動車サンホークス （通算ポイント19） | 3 - 1 (25-19) (16-25) (25-22) (25-21) | 警視庁フォートファイターズ （通算ポイント3） | 桜総合体育館 観客数: 521人 主審: 松延亮一 副審: 青柳達明 |
| #537 | 2017年1月14日 13:00 |                                             |                                       |                                              | 桜総合体育館 観客数: 521人 主審: 松延亮一 副審: 青柳達明 |

| #538 | 2017年1月14日 15:27 |                                               |                               |                                             |                                                          |
| #538 | 2017年1月14日 15:27 | つくばユナイテッドSun GAIA （通算ポイント13） | 0 - 3 (20-25) (22-25) (18-25) | 大分三好ヴァイセアドラー （通算ポイント26） | 桜総合体育館 観客数: 665人 主審: 赤川孝義 副審: 屋貝直也 |
| #538 | 2017年1月14日 15:27 |                                               |                               |                                             | 桜総合体育館 観客数: 665人 主審: 赤川孝義 副審: 屋貝直也 |

| #539 | 2017年1月14日 13:00 |                                          |                               |                                |                                                            |
| #539 | 2017年1月14日 13:00 | 大同特殊鋼レッドスター （通算ポイント9） | 3 - 1 (18-25) (25-22) (25-20) | 埼玉アザレア （通算ポイント5） | 伊那市民体育館 観客数: 700人 主審: 中島俊昌 副審: 木下智宏 |
| #539 | 2017年1月14日 13:00 |                                          |                               |                                | 伊那市民体育館 観客数: 700人 主審: 中島俊昌 副審: 木下智宏 |

| #540 | 2017年1月14日 15:25 |                                       |                                       |                                                   |                                                            |
| #540 | 2017年1月14日 15:25 | VC長野トライデンツ （通算ポイント23） | 3 - 1 (25-23) (25-18) (20-25) (25-15) | 富士通カワサキレッドスピリッツ （通算ポイント22） | 伊那市民体育館 観客数: 1,200人 主審: 慈眼雅啓 副審: 林康彦 |
| #540 | 2017年1月14日 15:25 |                                       |                                       |                                                   | 伊那市民体育館 観客数: 1,200人 主審: 慈眼雅啓 副審: 林康彦 |

#### 1月15日
| #541 | 2017年1月15日 12:00 |                                             |                                       |                                             |                                                          |
| #541 | 2017年1月15日 12:00 | 大分三好ヴァイセアドラー （通算ポイント29） | 3 - 1 (25-16) (23-25) (26-24) (30-28) | トヨタ自動車サンホークス （通算ポイント19） | 桜総合体育館 観客数: 684人 主審: 松延亮一 副審: 横須賀威 |
| #541 | 2017年1月15日 12:00 |                                             |                                       |                                             | 桜総合体育館 観客数: 684人 主審: 松延亮一 副審: 横須賀威 |

| #542 | 2017年1月15日 14:35 |                                               |                                               |                                              |                                                            |
| #542 | 2017年1月15日 14:35 | つくばユナイテッドSun GAIA （通算ポイント14） | 2 - 3 (21-25) (25-22) (28-30) (25-17) (13-15) | 警視庁フォートファイターズ （通算ポイント5） | 桜総合体育館 観客数: 860人 主審: 赤川孝義 副審: 鬼ヶ原慎平 |
| #542 | 2017年1月15日 14:35 |                                               |                                               |                                              | 桜総合体育館 観客数: 860人 主審: 赤川孝義 副審: 鬼ヶ原慎平 |

| #543 | 2017年1月15日 12:00 |                                                 |                               |                                         |                                                            |
| #543 | 2017年1月15日 12:00 | 富士通カワサキレッドスピリッツ （通算ポイント） | 0 - 3 (19-25) (24-26) (23-25) | 大同特殊鋼レッドスター （通算ポイント） | 伊那市民体育館 観客数: 530人 主審: 中島俊昌 副審: 木下智宏 |
| #543 | 2017年1月15日 12:00 |                                                 |                               |                                         | 伊那市民体育館 観客数: 530人 主審: 中島俊昌 副審: 木下智宏 |

| #544 | 2017年1月15日 14:00 |                                       |                                       |                                |                                                          |
| #544 | 2017年1月15日 14:00 | VC長野トライデンツ （通算ポイント26） | 3 - 1 (25-19) (20-25) (25-15) (25-21) | 埼玉アザレア （通算ポイント5） | 伊那市民体育館 観客数: 920人 主審: 慈眼雅啓 副審: 林康彦 |
| #544 | 2017年1月15日 14:00 |                                       |                                       |                                | 伊那市民体育館 観客数: 920人 主審: 慈眼雅啓 副審: 林康彦 |

#### 1月21日
| #545 | 2017年1月21日 11:00 |                                             |                               |                                |                                                                    |
| #545 | 2017年1月21日 11:00 | 大分三好ヴァイセアドラー （通算ポイント32） | 3 - 0 (25-18) (25-20) (25-22) | 埼玉アザレア （通算ポイント5） | 大町市運動公園総合体育館 観客数: 320人 主審: 岡谷仁 副審: 待井広光 |
| #545 | 2017年1月21日 11:00 |                                             |                               |                                | 大町市運動公園総合体育館 観客数: 320人 主審: 岡谷仁 副審: 待井広光 |

| #546 | 2017年1月21日 13:00 |                                           |                                       |                                              |                                                                    |
| #546 | 2017年1月21日 13:00 | 大同特殊鋼レッドスター （通算ポイント15） | 3 - 1 (25-23) (23-25) (25-23) (25-21) | 警視庁フォートファイターズ （通算ポイント5） | 大町市運動公園総合体育館 観客数: 390人 主審: 中島俊昌 副審: 林康彦 |
| #546 | 2017年1月21日 13:00 |                                           |                                       |                                              | 大町市運動公園総合体育館 観客数: 390人 主審: 中島俊昌 副審: 林康彦 |

| #547 | 2017年1月21日 15:30 |                                       |                       |                                             |                                                                      |
| #547 | 2017年1月21日 15:30 | VC長野トライデンツ （通算ポイント29） | 3 - 0 (25-20) (25-11) | トヨタ自動車サンホークス （通算ポイント19） | 大町市運動公園総合体育館 観客数: 460人 主審: 佐伯昌昭 副審: 小森美明 |
| #547 | 2017年1月21日 15:30 |                                       |                       |                                             | 大町市運動公園総合体育館 観客数: 460人 主審: 佐伯昌昭 副審: 小森美明 |

#### 1月22日
| #548 | 2017年1月22日 12:00 |                                             |                                              |                                           |                                                                      |
| #548 | 2017年1月22日 12:00 | トヨタ自動車サンホークス （通算ポイント20） | 2 - 3 (21-25) (26-24) (25-17) (18-25) (7-15) | 大同特殊鋼レッドスター （通算ポイント17） | 大町市運動公園総合体育館 観客数: 360人 主審: 佐伯昌昭 副審: 待井広光 |
| #548 | 2017年1月22日 12:00 |                                             |                                              |                                           | 大町市運動公園総合体育館 観客数: 360人 主審: 佐伯昌昭 副審: 待井広光 |

| #549 | 2017年1月22日 14:30 |                                       |                               |                                               |                                                                    |
| #549 | 2017年1月22日 14:30 | VC長野トライデンツ （通算ポイント22） | 3 - 0 (25-21) (25-14) (25-10) | つくばユナイテッドSun GAIA （通算ポイント14） | 大町市運動公園総合体育館 観客数: 470人 主審: 岡谷仁 副審: 小森美明 |
| #549 | 2017年1月22日 14:30 |                                       |                               |                                               | 大町市運動公園総合体育館 観客数: 470人 主審: 岡谷仁 副審: 小森美明 |

#### 1月28日
| #550 | 2017年1月28日 11:00 |                                                   |                                       |                                             |                                                                                |
| #550 | 2017年1月28日 11:00 | 富士通カワサキレッドスピリッツ （通算ポイント25） | 3 - 1 (25-22) (19-25) (27-25) (25-21) | 大分三好ヴァイセアドラー （通算ポイント32） | 川崎市とどろきアリーナサブアリーナ 観客数: 442人 主審: 中西幸治 副審: 浜野陽一 |
| #550 | 2017年1月28日 11:00 |                                                   |                                       |                                             | 川崎市とどろきアリーナサブアリーナ 観客数: 442人 主審: 中西幸治 副審: 浜野陽一 |

| #551 | 2017年1月28日 13:35 |                                             |                                       |                                               |                                                                              |
| #551 | 2017年1月28日 13:35 | トヨタ自動車サンホークス （通算ポイント23） | 3 - 1 (17-25) (25-15) (25-21) (29-27) | つくばユナイテッドSun GAIA （通算ポイント14） | 川崎市とどろきアリーナサブアリーナ 観客数: 367人 主審: 小瀧健二 副審: 行天健 |
| #551 | 2017年1月28日 13:35 |                                             |                                       |                                               | 川崎市とどろきアリーナサブアリーナ 観客数: 367人 主審: 小瀧健二 副審: 行天健 |

| #552 | 2017年1月28日 16:00 |                                              |                                       |                                |                                                                              |
| #552 | 2017年1月28日 16:00 | 警視庁フォートファイターズ （通算ポイント8） | 3 - 1 (16-25) (25-21) (30-28) (25-23) | 埼玉アザレア （通算ポイント5） | 川崎市とどろきアリーナサブアリーナ 観客数: 256人 主審: 正岡卓 副審: 松井孝行 |
| #552 | 2017年1月28日 16:00 |                                              |                                       |                                | 川崎市とどろきアリーナサブアリーナ 観客数: 256人 主審: 正岡卓 副審: 松井孝行 |

#### 1月29日
| #533 | 2017年1月29日 12:00 |                                           |                               |                                               |                                                                              |
| #533 | 2017年1月29日 12:00 | 大同特殊鋼レッドスター （通算ポイント20） | 3 - 1 (25-16) (14-25) (25-21) | つくばユナイテッドSun GAIA （通算ポイント14） | 川崎市とどろきアリーナサブアリーナ 観客数: 373人 主審: 正岡卓 副審: 吉谷友輔 |
| #533 | 2017年1月29日 12:00 |                                           |                               |                                               | 川崎市とどろきアリーナサブアリーナ 観客数: 373人 主審: 正岡卓 副審: 吉谷友輔 |

| #554 | 2017年1月29日 14:25 |                                                   |                                       |                                |                                                                                |
| #554 | 2017年1月29日 14:25 | 富士通カワサキレッドスピリッツ （通算ポイント28） | 3 - 1 (21-25) (26-24) (25-17) (25-19) | 埼玉アザレア （通算ポイント5） | 川崎市とどろきアリーナサブアリーナ 観客数: 455人 主審: 小瀧健二 副審: 浜野陽一 |
| #554 | 2017年1月29日 14:25 |                                                   |                                       |                                | 川崎市とどろきアリーナサブアリーナ 観客数: 455人 主審: 小瀧健二 副審: 浜野陽一 |

### 3Leg
赤字はホームチーム。

#### 2月4日
稲城会場の試合は、VチャレンジリーグIIの試合と同時開催された。
| #555 | 2017年2月4日 11:00 |                                             |                               |                                       |                                                              |
| #555 | 2017年2月4日 11:00 | 大分三好ヴァイセアドラー （通算ポイント35） | 3 - 0 (25-19) (25-23) (25-16) | VC長野トライデンツ （通算ポイント32） | 稲城市総合体育館 観客数: 202人 主審: 中西幸治 副審: 饗庭和恵 |
| #555 | 2017年2月4日 11:00 |                                             |                               |                                       | 稲城市総合体育館 観客数: 202人 主審: 中西幸治 副審: 饗庭和恵 |

| #556 | 2017年2月4日 13:00 |                                              |                                               |                                                   |                                                              |
| #556 | 2017年2月4日 13:00 | 警視庁フォートファイターズ （通算ポイント9） | 2 - 3 (25-20) (21-25) (27-25) (21-25) (12-15) | 富士通カワサキレッドスピリッツ （通算ポイント30） | 稲城市総合体育館 観客数: 210人 主審: 早坂行博 副審: 及川千春 |
| #556 | 2017年2月4日 13:00 |                                              |                                               |                                                   | 稲城市総合体育館 観客数: 210人 主審: 早坂行博 副審: 及川千春 |

| #557 | 2017年2月4日 13:00 |                                             |                                       |                                |                                                                    |
| #557 | 2017年2月4日 13:00 | トヨタ自動車サンホークス （通算ポイント23） | 1 - 3 (24-26) (25-21) (15-25) (17-25) | 埼玉アザレア （通算ポイント8） | 鯖江市スポーツ交流館 観客数: 475人 主審: 上土谷政高 副審: 野村恒人 |
| #557 | 2017年2月4日 13:00 |                                             |                                       |                                | 鯖江市スポーツ交流館 観客数: 475人 主審: 上土谷政高 副審: 野村恒人 |

| #558 | 2017年2月4日 15:30 |                                               |                               |                                           |                                                                |
| #558 | 2017年2月4日 15:30 | つくばユナイテッドSun GAIA （通算ポイント14） | 0 - 3 (15-25) (20-25) (23-25) | 大同特殊鋼レッドスター （通算ポイント23） | 鯖江市スポーツ交流館 観客数: 584人 主審: 有乗正志 副審: 湶孝介 |
| #558 | 2017年2月4日 15:30 |                                               |                               |                                           | 鯖江市スポーツ交流館 観客数: 584人 主審: 有乗正志 副審: 湶孝介 |

#### 2月5日
稲城会場の試合は、VチャレンジリーグIIの試合と同時開催された。
| #559 | 2017年2月5日 11:00 |                                                   |                               |                                       |                                                              |
| #559 | 2017年2月5日 11:00 | 富士通カワサキレッドスピリッツ （通算ポイント33） | 3 - 0 (25-20) (25-23) (29-27) | VC長野トライデンツ （通算ポイント32） | 稲城市総合体育館 観客数: 225人 主審: 中西幸治 副審: 江藤幸恵 |
| #559 | 2017年2月5日 11:00 |                                                   |                               |                                       | 稲城市総合体育館 観客数: 225人 主審: 中西幸治 副審: 江藤幸恵 |

| #560 | 2017年2月5日 13:00 |                                               |                                               |                                             |                                                                |
| #560 | 2017年2月5日 13:00 | 警視庁フォートファイターズ （通算ポイント10） | 2 - 3 (25-23) (22-25) (20-25) (25-23) (17-19) | 大分三好ヴァイセアドラー （通算ポイント37） | 稲城市総合体育館 観客数: 162人 主審: 早坂行博 副審: 森山真理子 |
| #560 | 2017年2月5日 13:00 |                                               |                                               |                                             | 稲城市総合体育館 観客数: 162人 主審: 早坂行博 副審: 森山真理子 |

| #561 | 2017年2月5日 12:00 |                                               |                       |                    |                                                   |
| #561 | 2017年2月5日 12:00 | つくばユナイテッドSun GAIA （通算ポイント14） | 0 - 3 (16-25) (22-25) | （通算ポイント11） | 鯖江市スポーツ交流館 観客数: 602人 主審: 有乗正志 |
| #561 | 2017年2月5日 12:00 |                                               |                       |                    | 鯖江市スポーツ交流館 観客数: 602人 主審: 有乗正志 |

| #562 | 2017年2月5日 14:00 |                                             |                                       |                                           |                                                                    |
| #562 | 2017年2月5日 14:00 | トヨタ自動車サンホークス （通算ポイント23） | 1 - 3 (22-25) (25-22) (17-25) (21-25) | 大同特殊鋼レッドスター （通算ポイント26） | 鯖江市スポーツ交流館 観客数: 644人 主審: 上土谷政高 副審: 保谷徳幸 |
| #562 | 2017年2月5日 14:00 |                                             |                                       |                                           | 鯖江市スポーツ交流館 観客数: 644人 主審: 上土谷政高 副審: 保谷徳幸 |

#### 2月11日
| #563 | 2017年2月11日 11:00 |                                             |                               |                                           |                                                                  |
| #563 | 2017年2月11日 11:00 | 大分三好ヴァイセアドラー （通算ポイント40） | 3 - 0 (27-25) (26-24) (25-12) | 大同特殊鋼レッドスター （通算ポイント26） | 宮前スポーツセンター 観客数: 490人 主審: 笠羽泰範 副審: 浜野陽一 |
| #563 | 2017年2月11日 11:00 |                                             |                               |                                           | 宮前スポーツセンター 観客数: 490人 主審: 笠羽泰範 副審: 浜野陽一 |

| #564 | 2017年2月11日 13:00 |                                             |                               |                                       |                                                                  |
| #564 | 2017年2月11日 13:00 | トヨタ自動車サンホークス （通算ポイント23） | 0 - 3 (17-25) (22-25) (20-25) | VC長野トライデンツ （通算ポイント35） | 宮前スポーツセンター 観客数: 560人 主審: 赤川孝義 副審: 大谷清子 |
| #564 | 2017年2月11日 13:00 |                                             |                               |                                       | 宮前スポーツセンター 観客数: 560人 主審: 赤川孝義 副審: 大谷清子 |

| #565 | 2017年2月11日 15:00 |                                                   |                               |                                               |                                                                |
| #565 | 2017年2月11日 15:00 | 富士通カワサキレッドスピリッツ （通算ポイント36） | 3 - 0 (25-17) (25-21) (25-18) | 警視庁フォートファイターズ （通算ポイント10） | 宮前スポーツセンター 観客数: 653人 主審: 浅見靖人 副審: 行天健 |
| #565 | 2017年2月11日 15:00 |                                                   |                               |                                               | 宮前スポーツセンター 観客数: 653人 主審: 浅見靖人 副審: 行天健 |

#### 2月12日
| #566 | 2017年2月12日 11:00 |                                             |                               |                                       |                                                                  |
| #566 | 2017年2月12日 11:00 | 大分三好ヴァイセアドラー （通算ポイント43） | 3 - 0 (25-19) (25-15) (25-13) | VC長野トライデンツ （通算ポイント35） | 宮前スポーツセンター 観客数: 462人 主審: 赤川孝義 副審: 浜野陽一 |
| #566 | 2017年2月12日 11:00 |                                             |                               |                                       | 宮前スポーツセンター 観客数: 462人 主審: 赤川孝義 副審: 浜野陽一 |

| #567 | 2017年2月12日 13:00 |                                               |                               |                                               |                                                                  |
| #567 | 2017年2月12日 13:00 | 警視庁フォートファイターズ （通算ポイント10） | 0 - 3 (24-26) (19-25) (22-25) | つくばユナイテッドSun GAIA （通算ポイント17） | 宮前スポーツセンター 観客数: 545人 主審: 浅見靖人 副審: 松井孝行 |
| #567 | 2017年2月12日 13:00 |                                               |                               |                                               | 宮前スポーツセンター 観客数: 545人 主審: 浅見靖人 副審: 松井孝行 |

| #568 | 2017年2月12日 15:05 |                                                   |                       |                                 |                                                                  |
| #568 | 2017年2月12日 15:05 | 富士通カワサキレッドスピリッツ （通算ポイント39） | 3 - 0 (25-19) (25-22) | 埼玉アザレア （通算ポイント11） | 宮前スポーツセンター 観客数: 610人 主審: 笠羽泰範 副審: 吉谷友輔 |
| #568 | 2017年2月12日 15:05 |                                                   |                       |                                 | 宮前スポーツセンター 観客数: 610人 主審: 笠羽泰範 副審: 吉谷友輔 |

#### 2月18日
| #569 | 2017年2月18日 13:00 |                                               |                               |                                       |                                                                      |
| #569 | 2017年2月18日 13:00 | つくばユナイテッドSun GAIA （通算ポイント71） | 0 - 3 (23-25) (17-25) (20-25) | VC長野トライデンツ （通算ポイント38） | 川越市運動公園総合体育館 観客数: 481人 主審: 赤川孝義 副審: 根岸怜子 |
| #569 | 2017年2月18日 13:00 |                                               |                               |                                       | 川越市運動公園総合体育館 観客数: 481人 主審: 赤川孝義 副審: 根岸怜子 |

| #570 | 2017年2月18日 15:10 |                                 |                       |                                             |                                                                      |
| #570 | 2017年2月18日 15:10 | 埼玉アザレア （通算ポイント11） | 0 - 3 (19-25) (20-25) | 大分三好ヴァイセアドラー （通算ポイント46） | 川越市運動公園総合体育館 観客数: 632人 主審: 慈眼雅啓 副審: 三浦岳彦 |
| #570 | 2017年2月18日 15:10 |                                 |                       |                                             | 川越市運動公園総合体育館 観客数: 632人 主審: 慈眼雅啓 副審: 三浦岳彦 |

| #571 | 2017年2月18日 13:00 |                                           |                               |                                               |                                                              |
| #571 | 2017年2月18日 13:00 | 大同特殊鋼レッドスター （通算ポイント26） | 0 - 3 (23-25) (22-25) (23-25) | 警視庁フォートファイターズ （通算ポイント13） | 知多市民体育館 観客数: 435人 主審: 上土谷政高 副審: 重岡紀彦 |
| #571 | 2017年2月18日 13:00 |                                           |                               |                                               | 知多市民体育館 観客数: 435人 主審: 上土谷政高 副審: 重岡紀彦 |

| #572 | 2017年2月18日 13:00 |                                             |                               |                                                   |                                                           |
| #572 | 2017年2月18日 13:00 | トヨタ自動車サンホークス （通算ポイント23） | 0 - 3 (22-25) (19-25) (25-27) | 富士通カワサキレッドスピリッツ （通算ポイント42） | AGF鈴鹿体育館 観客数: 488人 主審: 中島俊昌 副審: 森西基雄 |
| #572 | 2017年2月18日 13:00 |                                             |                               |                                                   | AGF鈴鹿体育館 観客数: 488人 主審: 中島俊昌 副審: 森西基雄 |

#### 2月19日
| #573 | 2017年2月19日 12:00 |                                             |                       |                                               |                                                                      |
| #573 | 2017年2月19日 12:00 | 大分三好ヴァイセアドラー （通算ポイント49） | 3 - 0 (25-19) (25-23) | つくばユナイテッドSun GAIA （通算ポイント17） | 川越市運動公園総合体育館 観客数: 552人 主審: 慈眼雅啓 副審: 鈴木和紀 |
| #573 | 2017年2月19日 12:00 |                                             |                       |                                               | 川越市運動公園総合体育館 観客数: 552人 主審: 慈眼雅啓 副審: 鈴木和紀 |

| #574 | 2017年2月19日 14:05 |                                 |                               |                                       |                                                                      |
| #574 | 2017年2月19日 14:05 | 埼玉アザレア （通算ポイント11） | 0 - 3 (19-25) (20-25) (22-25) | VC長野トライデンツ （通算ポイント41） | 川越市運動公園総合体育館 観客数: 751人 主審: 赤川孝義 副審: 根岸怜子 |
| #574 | 2017年2月19日 14:05 |                                 |                               |                                       | 川越市運動公園総合体育館 観客数: 751人 主審: 赤川孝義 副審: 根岸怜子 |

| #575 | 2017年2月19日 12:00 |                                           |                                       |                                                   |                                                              |
| #575 | 2017年2月19日 12:00 | 大同特殊鋼レッドスター （通算ポイント26） | 1 - 3 (25-22) (19-25) (24-26) (19-25) | 富士通カワサキレッドスピリッツ （通算ポイント45） | 知多市民体育館 観客数: 396人 主審: 上土谷政高 副審: 重岡紀彦 |
| #575 | 2017年2月19日 12:00 |                                           |                                       |                                                   | 知多市民体育館 観客数: 396人 主審: 上土谷政高 副審: 重岡紀彦 |

| #576 | 2017年2月19日 12:00 |                                             |                               |                                               |                                                         |
| #576 | 2017年2月19日 12:00 | トヨタ自動車サンホークス （通算ポイント26） | 3 - 1 (20-25) (25-19) (25-20) | 警視庁フォートファイターズ （通算ポイント13） | AGF鈴鹿体育館 観客数: 462人 主審: 中島俊昌 副審: 南順平 |
| #576 | 2017年2月19日 12:00 |                                             |                               |                                               | AGF鈴鹿体育館 観客数: 462人 主審: 中島俊昌 副審: 南順平 |

#### 2月25日
| #577 | 2017年2月25日 13:00 |                                           |                                       |                                       |                                                            |
| #577 | 2017年2月25日 13:00 | 大同特殊鋼レッドスター （通算ポイント29） | 3 - 1 (19-25) (28-26) (25-23) (28-26) | VC長野トライデンツ （通算ポイント41） | 三郷市総合体育館 観客数: 481人 主審: 松延亮一 副審: 飯島毅 |
| #577 | 2017年2月25日 13:00 |                                           |                                       |                                       | 三郷市総合体育館 観客数: 481人 主審: 松延亮一 副審: 飯島毅 |

| #578 | 2017年2月25日 15:45 |                                 |                                              |                                               |                                                              |
| #578 | 2017年2月25日 15:45 | 埼玉アザレア （通算ポイント12） | 2 - 3 (22-25) (25-19) (22-25) (25-21) (8-15) | 警視庁フォートファイターズ （通算ポイント15） | 三郷市総合体育館 観客数: 619人 主審: 早坂行博 副審: 串橋成二 |
| #578 | 2017年2月25日 15:45 |                                 |                                              |                                               | 三郷市総合体育館 観客数: 619人 主審: 早坂行博 副審: 串橋成二 |

| #579 | 2017年2月25日 13:00 |                                                   |                                      |                                               |                                                          |
| #579 | 2017年2月25日 13:00 | 富士通カワサキレッドスピリッツ （通算ポイント46） | 2 - 3 (16-25) (23-25) (25-19) (7-15) | つくばユナイテッドSun GAIA （通算ポイント16） | コンパルホール 観客数: 601人 主審: 平田敬基 副審: 田中亘 |
| #579 | 2017年2月25日 13:00 |                                                   |                                      |                                               | コンパルホール 観客数: 601人 主審: 平田敬基 副審: 田中亘 |

| #580 | 2017年2月25日 15:50 |                                             |                               |                                             |                                                            |
| #580 | 2017年2月25日 15:50 | 大分三好ヴァイセアドラー （通算ポイント52） | 3 - 0 (26-24) (25-22) (25-20) | トヨタ自動車サンホークス （通算ポイント26） | コンパルホール 観客数: 857人 主審: 木内誠二 副審: 寺嶋数秀 |
| #580 | 2017年2月25日 15:50 |                                             |                               |                                             | コンパルホール 観客数: 857人 主審: 木内誠二 副審: 寺嶋数秀 |

#### 2月26日
| #581 | 2017年2月26日 12:00 |                                               |                                       |                                       |                                                            |
| #581 | 2017年2月26日 12:00 | 警視庁フォートファイターズ （通算ポイント18） | 3 - 1 (26-24) (25-21) (23-25) (25-23) | VC長野トライデンツ （通算ポイント41） | 三郷市総合体育館 観客数: 685人 主審: 松延亮一 副審: 飯島毅 |
| #581 | 2017年2月26日 12:00 |                                               |                                       |                                       | 三郷市総合体育館 観客数: 685人 主審: 松延亮一 副審: 飯島毅 |

| #582 | 2017年2月26日 14:45 |                                 |                                       |                                           |                                                              |
| #582 | 2017年2月26日 14:45 | 埼玉アザレア （通算ポイント15） | 3 - 1 (25-22) (25-16) (22-25) (25-21) | 大同特殊鋼レッドスター （通算ポイント29） | 三郷市総合体育館 観客数: 658人 主審: 早坂行博 副審: 根岸怜子 |
| #582 | 2017年2月26日 14:45 |                                 |                                       |                                           | 三郷市総合体育館 観客数: 658人 主審: 早坂行博 副審: 根岸怜子 |

| #583 | 2017年2月26日 12:00 |                                             |                               |                                               |                                                          |
| #583 | 2017年2月26日 12:00 | トヨタ自動車サンホークス （通算ポイント29） | 3 - 0 (25-23) (25-17) (25-21) | つくばユナイテッドSun GAIA （通算ポイント19） | コンパルホール 観客数: 751人 主審: 平田敬基 副審: 田中亘 |
| #583 | 2017年2月26日 12:00 |                                             |                               |                                               | コンパルホール 観客数: 751人 主審: 平田敬基 副審: 田中亘 |

| #584 | 2017年2月26日 14:05 |                                             |                                               |                                                   |                                                            |
| #584 | 2017年2月26日 14:05 | 大分三好ヴァイセアドラー （通算ポイント53） | 2 - 3 (25-18) (25-15) (20-25) (19-25) (18-20) | 富士通カワサキレッドスピリッツ （通算ポイント48） | コンパルホール 観客数: 957人 主審: 木内誠二 副審: 寺嶋数秀 |
| #584 | 2017年2月26日 14:05 |                                             |                                               |                                                   | コンパルホール 観客数: 957人 主審: 木内誠二 副審: 寺嶋数秀 |

### 最終順位
| 順位   | チーム名                       | 試合数 | 勝点 | 勝数 | 敗数 | 勝率  | 得セット | 失セット | セット率 | 備考                        |
| ------ | ------------------------------ | ------ | ---- | ---- | ---- | ----- | -------- | -------- | -------- | --------------------------- |
| 優勝   | 大分三好ヴァイセアドラー       | 21     | 53   | 18   | 3    | 0.857 | 58       | 17       | 3.412    | Vチャレンジマッチへ         |
| 準優勝 | 富士通カワサキレッドスピリッツ | 21     | 48   | 17   | 4    | 0.810 | 55       | 27       | 2.037    | Vチャレンジマッチへ         |
| 3      | VC長野トライデンツ             | 21     | 41   | 13   | 8    | 0.619 | 47       | 31       | 1.516    |                             |
| 4      | 大同特殊鋼レッドスター         | 21     | 29   | 10   | 11   | 0.476 | 37       | 42       | 0.881    |                             |
| 5      | トヨタ自動車サンホークス       | 21     | 29   | 9    | 12   | 0.429 | 37       | 44       | 0.841    |                             |
| 6      | つくばユナイテッドSun GAIA     | 21     | 19   | 6    | 15   | 0.286 | 26       | 49       | 0.531    |                             |
| 7      | 警視庁フォートファイターズ     | 21     | 18   | 6    | 15   | 0.286 | 31       | 53       | 0.585    | V・チャレンジリーグ入替戦へ |
| 8      | 埼玉アザレア                   | 21     | 15   | 5    | 16   | 0.238 | 25       | 53       | 0.472    | V・チャレンジリーグ入替戦へ |

### 個人賞
| No. | 賞名             | 受賞者                   | 所属チーム   | 備考                |
| --- | ---------------- | ------------------------ | ------------ | ------------------- |
| 1   | 最高殊勲選手賞   | ヤカン・グマ             | 大分三好     |                     |
| 2   | 敢闘賞           | 新貴裕                   | 富士通       |                     |
| 3   | 最優秀新人賞     | 松下大悟                 | トヨタ自動車 |                     |
| 4   | 得点王           | ヤカン・グマ             | 大分三好     | 総得点=561点        |
| 5   | スパイク賞       | 岡村義郎                 | 富士通       | 決定率=62.5%        |
| 6   | ブロック賞       | アレキサンダー・オソキン | VC長野       | 決定本数=1.17本/set |
| 7   | サーブ賞         | ヤカン・グマ             | 大分三好     | 効果率=17.2%        |
| 8   | サーブレシーブ賞 | 石川俊輔                 | 警視庁       | 成功率=72.8%        |

### V・チャレンジリーグ入替戦
本節ではチャレンジリーグIとチャレンジリーグIIの入替戦について述べている。プレミアリーグとチャレンジリーグIの入替戦については、バレーボール2016/17Vプレミアリーグ#Vチャレンジマッチ（入替戦）を参照のこと。

#### 3月4日
| #901 | 2017年3月4日 14:45 |                                                      |                       |                                                         |                                                              |
| #901 | 2017年3月4日 14:45 | 警視庁フォートファイターズ （チャレンジリーグI 7位） | 3 - 0 (25-22) (25-21) | きんでんトリニティーブリッツ （チャレンジリーグII 2位） | パナソニックアリーナ 観客数: 450人 主審: 中山健 副審: 原啓之 |
| #901 | 2017年3月4日 14:45 |                                                      |                       |                                                         | パナソニックアリーナ 観客数: 450人 主審: 中山健 副審: 原啓之 |

| #902 | 2017年3月4日 16:35 |                                        |                                       |                                           |                                                                  |
| #902 | 2017年3月4日 16:35 | 埼玉アザレア （チャレンジリーグI 8位） | 3 - 1 (25-19) (25-22) (23-25) (25-19) | 東京ヴェルディ （チャレンジリーグII 1位） | パナソニックアリーナ 観客数: 350人 主審: 西中野健 副審: 国頭亮太 |
| #902 | 2017年3月4日 16:35 |                                        |                                       |                                           | パナソニックアリーナ 観客数: 350人 主審: 西中野健 副審: 国頭亮太 |

#### 3月5日
| #903 | 2017年3月5日 14:40 |                                                      |                               |                                                         |                                                                |
| #903 | 2017年3月5日 14:40 | 警視庁フォートファイターズ （チャレンジリーグI 7位） | 3 - 0 (25-18) (25-21) (25-22) | きんでんトリニティーブリッツ （チャレンジリーグII 2位） | パナソニックアリーナ 観客数: 500人 主審: 国頭亮太 副審: 中山健 |
| #903 | 2017年3月5日 14:40 |                                                      |                               |                                                         | パナソニックアリーナ 観客数: 500人 主審: 国頭亮太 副審: 中山健 |

| #904 | 2017年3月5日 16:30 |                                        |                                               |                                           |                                                 |
| #904 | 2017年3月5日 16:30 | 埼玉アザレア （チャレンジリーグI 8位） | 3 - 2 (25-27) (25-19) (28-26) (17-25) (15-10) | 東京ヴェルディ （チャレンジリーグII 1位） | パナソニックアリーナ 観客数: 300人 主審: 原啓之 |
| #904 | 2017年3月5日 16:30 |                                        |                                               |                                           | パナソニックアリーナ 観客数: 300人 主審: 原啓之 |

警視庁、埼玉ともにチャレンジI勢が二連勝して来季の残留を決めた。

## 女子

### 参加チーム
| 前回順位 | チーム名                 | 備考                    |
| -------- | ------------------------ | ----------------------- |
| -        | デンソー・エアリービーズ | Vプレミアリーグから降格 |
| -        | 上尾メディックス         | Vプレミアリーグから降格 |
| 3        | JAぎふリオレーナ         |                         |
| 4        | 仙台ベルフィーユ         |                         |
| 5        | KUROBEアクアフェアリーズ |                         |
| 6        | 大野石油広島オイラーズ   |                         |
| 7        | フォレストリーヴズ熊本   |                         |
| 8        | 柏エンゼルクロス         |                         |

### 1Leg
赤字はホームチーム。

#### 10月29日
| #601 | 2016年10月29日 13:00 |                                            |                               |                                            |                                                                  |
| #601 | 2016年10月29日 13:00 | デンソー・エアリービーズ （通算ポイント3） | 3 - 0 (25-21) (25-17) (25-13) | KUROBEアクアフェアリーズ （通算ポイント0） | 富谷スポーツセンター 観客数: 728人 主審: 早坂行博 副審: 岸名紀彦 |
| #601 | 2016年10月29日 13:00 |                                            |                               |                                            | 富谷スポーツセンター 観客数: 728人 主審: 早坂行博 副審: 岸名紀彦 |

| #602 | 2016年10月29日 15:00 |                                    |                               |                                    |                                                                  |
| #602 | 2016年10月29日 15:00 | 仙台ベルフィーユ （通算ポイント3） | 3 - 0 (25-17) (25-22) (28-26) | 柏エンゼルクロス （通算ポイント0） | 富谷スポーツセンター 観客数: 1,167人 主審: 津嶋由香 副審: 菅原建 |
| #602 | 2016年10月29日 15:00 |                                    |                               |                                    | 富谷スポーツセンター 観客数: 1,167人 主審: 津嶋由香 副審: 菅原建 |

| #603 | 2016年10月29日 13:00 |                                    |                                       |                                          |                                                                               |
| #603 | 2016年10月29日 13:00 | 上尾メディックス （通算ポイント3） | 3 - 1 (25-18) (26-28) (25-17) (25-15) | 大野石油広島オイラーズ （通算ポイント0） | JAぎふ アグリパーク鈴が坂アリーナ 観客数: 536人 主審: 浅見靖人 副審: 新海正和 |
| #603 | 2016年10月29日 13:00 |                                    |                                       |                                          | JAぎふ アグリパーク鈴が坂アリーナ 観客数: 536人 主審: 浅見靖人 副審: 新海正和 |

| #604 | 2016年10月29日 15:30 |                                    |                               |                                          |                                                                               |
| #604 | 2016年10月29日 15:30 | JAぎふリオレーナ （通算ポイント3） | 3 - 0 (25-20) (29-27) (25-21) | フォレストリーヴズ熊本 （通算ポイント0） | JAぎふ アグリパーク鈴が坂アリーナ 観客数: 787人 主審: 増岡三佳子 副審: 奥田誠 |
| #604 | 2016年10月29日 15:30 |                                    |                               |                                          | JAぎふ アグリパーク鈴が坂アリーナ 観客数: 787人 主審: 増岡三佳子 副審: 奥田誠 |

#### 10月30日
| #605 | 2016年10月30日 12:00 |                                            |                               |                                    |                                                                |
| #605 | 2016年10月30日 12:00 | デンソー・エアリービーズ （通算ポイント6） | 3 - 0 (25-15) (25-14) (25-22) | 柏エンゼルクロス （通算ポイント0） | 富谷スポーツセンター 観客数: 642人 主審: 早坂行博 副審: 菅原建 |
| #605 | 2016年10月30日 12:00 |                                            |                               |                                    | 富谷スポーツセンター 観客数: 642人 主審: 早坂行博 副審: 菅原建 |

| #606 | 2016年10月30日 14:00 |                                    |                               |                                            |                                                                    |
| #606 | 2016年10月30日 14:00 | 仙台ベルフィーユ （通算ポイント0） | 0 - 3 (17-25) (23-25) (21-25) | KUROBEアクアフェアリーズ （通算ポイン3ト） | 富谷スポーツセンター 観客数: 1,152人 主審: 津嶋由香 副審: 岸名紀彦 |
| #606 | 2016年10月30日 14:00 |                                    |                               |                                            | 富谷スポーツセンター 観客数: 1,152人 主審: 津嶋由香 副審: 岸名紀彦 |

| #607 | 2016年10月30日 12:00 |                                          |                                               |                                          |                                                                                 |
| #607 | 2016年10月30日 12:00 | 大野石油広島オイラーズ （通算ポイント1） | 2 - 3 (34-32) (22-25) (18-25) (25-19) (11-15) | フォレストリーヴズ熊本 （通算ポイント2） | JAぎふ アグリパーク鈴が坂アリーナ 観客数: 356人 主審: 増岡三佳子 副審: 新海正和 |
| #607 | 2016年10月30日 12:00 |                                          |                                               |                                          | JAぎふ アグリパーク鈴が坂アリーナ 観客数: 356人 主審: 増岡三佳子 副審: 新海正和 |

| #608 | 2016年10月30日 14:55 |                                    |                               |                                    |                                                                             |
| #608 | 2016年10月30日 14:55 | JAぎふリオレーナ （通算ポイント3） | 0 - 3 (15-25) (21-25) (16-25) | 上尾メディックス （通算ポイント6） | JAぎふ アグリパーク鈴が坂アリーナ 観客数: 793人 主審: 浅見靖人 副審: 奥田誠 |
| #608 | 2016年10月30日 14:55 |                                    |                               |                                    | JAぎふ アグリパーク鈴が坂アリーナ 観客数: 793人 主審: 浅見靖人 副審: 奥田誠 |

#### 11月5日
| #609 | 2016年11月5日 13:00 |                                            |                               |                                    |                                                                                  |
| #609 | 2016年11月5日 13:00 | デンソー・エアリービーズ （通算ポイント9） | 3 - 0 (25-14) (25-13) (25-22) | JAぎふリオレーナ （通算ポイント3） | 朝日町文化体育センター（サンリーナ） 観客数: 750人 主審: 有乗正志 副審: 波塚彰優 |
| #609 | 2016年11月5日 13:00 |                                            |                               |                                    | 朝日町文化体育センター（サンリーナ） 観客数: 750人 主審: 有乗正志 副審: 波塚彰優 |

| #610 | 2016年11月5日 15:00 |                                            |                                       |                                          |                                                                                    |
| #610 | 2016年11月5日 15:00 | KUROBEアクアフェアリーズ （通算ポイント6） | 3 - 1 (25-23) (19-25) (25-23) (26-24) | 大野石油広島オイラーズ （通算ポイント1） | 朝日町文化体育センター（サンリーナ） 観客数: 1,000人 主審: 紙井ひとみ 副審: 黒地忍 |
| #610 | 2016年11月5日 15:00 |                                            |                                       |                                          | 朝日町文化体育センター（サンリーナ） 観客数: 1,000人 主審: 紙井ひとみ 副審: 黒地忍 |

| #611 | 2016年11月5日 13:00 |                                    |                               |                                    |                                                                  |
| #611 | 2016年11月5日 13:00 | 上尾メディックス （通算ポイント9） | 3 - 0 (25-15) (25-14) (25-18) | 柏エンゼルクロス （通算ポイント0） | うきは市立総合体育館 観客数: 600人 主審: 木内誠二 副審: 松永佳幸 |
| #611 | 2016年11月5日 13:00 |                                    |                               |                                    | うきは市立総合体育館 観客数: 600人 主審: 木内誠二 副審: 松永佳幸 |

| #612 | 2016年11月5日 15:00 |                                    |                                       |                                          |                                                                |
| #612 | 2016年11月5日 15:00 | 仙台ベルフィーユ （通算ポイント3） | 1 - 3 (27-25) (20-25) (18-25) (21-25) | フォレストリーヴズ熊本 （通算ポイント5） | うきは市立総合体育館 観客数: 700人 主審: 林淳一 副審: 寺田温子 |
| #612 | 2016年11月5日 15:00 |                                    |                                       |                                          | うきは市立総合体育館 観客数: 700人 主審: 林淳一 副審: 寺田温子 |

#### 11月6日
| #613 | 2016年11月6日 12:00 |                                             |                               |                                          |                                                                                  |
| #613 | 2016年11月6日 12:00 | デンソー・エアリービーズ （通算ポイント12） | 3 - 0 (25-17) (25-13) (25-19) | 大野石油広島オイラーズ （通算ポイント1） | 朝日町文化体育センター（サンリーナ） 観客数: 780人 主審: 有乗正志 副審: 波塚彰優 |
| #613 | 2016年11月6日 12:00 |                                             |                               |                                          | 朝日町文化体育センター（サンリーナ） 観客数: 780人 主審: 有乗正志 副審: 波塚彰優 |

| #614 | 2016年11月6日 14:00 |                                            |                               |                                    |                                                                                    |
| #614 | 2016年11月6日 14:00 | KUROBEアクアフェアリーズ （通算ポイント9） | 3 - 0 (25-19) (25-22) (25-23) | JAぎふリオレーナ （通算ポイント3） | 朝日町文化体育センター（サンリーナ） 観客数: 1,070人 主審: 紙井ひとみ 副審: 黒地忍 |
| #614 | 2016年11月6日 14:00 |                                            |                               |                                    | 朝日町文化体育センター（サンリーナ） 観客数: 1,070人 主審: 紙井ひとみ 副審: 黒地忍 |

| #615 | 2016年11月6日 12:00 |                                     |                               |                                    |                                                                |
| #615 | 2016年11月6日 12:00 | 上尾メディックス （通算ポイント12） | 3 - 0 (25-14) (25-17) (25-21) | 仙台ベルフィーユ （通算ポイント3） | うきは市立総合体育館 観客数: 500人 主審: 林淳一 副審: 寺田温子 |
| #615 | 2016年11月6日 12:00 |                                     |                               |                                    | うきは市立総合体育館 観客数: 500人 主審: 林淳一 副審: 寺田温子 |

| #616 | 2016年11月6日 14:00 |                                          |                                               |                                    |                                                                  |
| #616 | 2016年11月6日 14:00 | フォレストリーヴズ熊本 （通算ポイント6） | 2 - 3 (25-22) (20-25) (25-18) (23-25) (14-16) | 柏エンゼルクロス （通算ポイント2） | うきは市立総合体育館 観客数: 500人 主審: 木内誠二 副審: 秋峯育子 |
| #616 | 2016年11月6日 14:00 |                                          |                                               |                                    | うきは市立総合体育館 観客数: 500人 主審: 木内誠二 副審: 秋峯育子 |

#### 11月19日
| #617 | 2016年11月19日 13:00 |                                          |                                               |                                    |                                                                                   |
| #617 | 2016年11月19日 13:00 | 大野石油広島オイラーズ （通算ポイント3） | 3 - 2 (22-25) (25-23) (20-25) (33-31) (15-10) | 柏エンゼルクロス （通算ポイント3） | 美濃加茂市中央体育館 プラザちゅうたい 観客数: 557人 主審: 佐伯昌昭 副審: 新海正和 |
| #617 | 2016年11月19日 13:00 |                                          |                                               |                                    | 美濃加茂市中央体育館 プラザちゅうたい 観客数: 557人 主審: 佐伯昌昭 副審: 新海正和 |

| #618 | 2016年11月19日 15:50 |                                    |                               |                                    |                                                                                 |
| #618 | 2016年11月19日 15:50 | JAぎふリオレーナ （通算ポイント3） | 0 - 3 (17-25) (25-27) (19-25) | 仙台ベルフィーユ （通算ポイント6） | 美濃加茂市中央体育館 プラザちゅうたい 観客数: 711人 主審: 中島俊昌 副審: 奥田誠 |
| #618 | 2016年11月19日 15:50 |                                    |                               |                                    | 美濃加茂市中央体育館 プラザちゅうたい 観客数: 711人 主審: 中島俊昌 副審: 奥田誠 |

| #619 | 2016年11月19日 13:00 |                                     |                               |                                            |                                                                          |
| #619 | 2016年11月19日 13:00 | 上尾メディックス （通算ポイント15） | 3 - 0 (25-17) (25-16) (25-13) | KUROBEアクアフェアリーズ （通算ポイント9） | 早水公園体育文化センター 観客数: 1,005人 主審: 須藤義宏 副審: 中村久美子 |
| #619 | 2016年11月19日 13:00 |                                     |                               |                                            | 早水公園体育文化センター 観客数: 1,005人 主審: 須藤義宏 副審: 中村久美子 |

| #620 | 2016年11月19日 15:00 |                                          |                               |                                             |                                                                        |
| #620 | 2016年11月19日 15:00 | フォレストリーヴズ熊本 （通算ポイント6） | 0 - 3 (17-25) (14-25) (21-25) | デンソー・エアリービーズ （通算ポイント15） | 早水公園体育文化センター 観客数: 1,290人 主審: 平田敬基 副審: 川﨑博史 |
| #620 | 2016年11月19日 15:00 |                                          |                               |                                             | 早水公園体育文化センター 観客数: 1,290人 主審: 平田敬基 副審: 川﨑博史 |

#### 11月20日
| #621 | 2016年11月20日 12:00 |                                    |                               |                                          |                                                                                 |
| #621 | 2016年11月20日 12:00 | 仙台ベルフィーユ （通算ポイント6） | 0 - 3 (26-28) (23-25) (18-25) | 大野石油広島オイラーズ （通算ポイント6） | 美濃加茂市中央体育館 プラザちゅうたい 観客数: 468人 主審: 中島俊昌 副審: 奥田誠 |
| #621 | 2016年11月20日 12:00 |                                    |                               |                                          | 美濃加茂市中央体育館 プラザちゅうたい 観客数: 468人 主審: 中島俊昌 副審: 奥田誠 |

| #622 | 2016年11月20日 14:05 |                                    |                                       |                                    |                                                                                   |
| #622 | 2016年11月20日 14:05 | JAぎふリオレーナ （通算ポイント6） | 3 - 1 (25-15) (21-25) (25-16) (25-17) | 柏エンゼルクロス （通算ポイント3） | 美濃加茂市中央体育館 プラザちゅうたい 観客数: 668人 主審: 佐伯昌昭 副審: 新海正和 |
| #622 | 2016年11月20日 14:05 |                                    |                                       |                                    | 美濃加茂市中央体育館 プラザちゅうたい 観客数: 668人 主審: 佐伯昌昭 副審: 新海正和 |

| #623 | 2016年11月20日 12:00 |                                             |                                               |                                     |                                                                |
| #623 | 2016年11月20日 12:00 | デンソー・エアリービーズ （通算ポイント16） | 2 - 3 (26-24) (21-25) (25-21) (23-25) (13-15) | 上尾メディックス （通算ポイント17） | 小林市市民体育館 観客数: 1,200人 主審: 須藤義宏 副審: 川﨑博史 |
| #623 | 2016年11月20日 12:00 |                                             |                                               |                                     | 小林市市民体育館 観客数: 1,200人 主審: 須藤義宏 副審: 川﨑博史 |

| #624 | 2016年11月20日 14:50 |                                          |                                       |                                            |                                                                  |
| #624 | 2016年11月20日 14:50 | フォレストリーヴズ熊本 （通算ポイント9） | 3 - 1 (25-22) (25-19) (22-25) (25-20) | KUROBEアクアフェアリーズ （通算ポイント9） | 小林市市民体育館 観客数: 1,200人 主審: 平田敬基 副審: 中村久美子 |
| #624 | 2016年11月20日 14:50 |                                          |                                       |                                            | 小林市市民体育館 観客数: 1,200人 主審: 平田敬基 副審: 中村久美子 |

#### 11月26日
| #625 | 2016年11月26日 13:00 |                                             |                               |                                    |                                                            |
| #625 | 2016年11月26日 13:00 | デンソー・エアリービーズ （通算ポイント19） | 3 - 0 (25-17) (25-16) (25-21) | 仙台ベルフィーユ （通算ポイント6） | 柏市中央体育館 観客数: 650人 主審: 中西幸治 副審: 山内大右 |
| #625 | 2016年11月26日 13:00 |                                             |                               |                                    | 柏市中央体育館 観客数: 650人 主審: 中西幸治 副審: 山内大右 |

| #626 | 2016年11月26日 15:00 |                                    |                                       |                                             |                                                              |
| #626 | 2016年11月26日 15:00 | 柏エンゼルクロス （通算ポイント3） | 1 - 3 (25-20) (18-25) (21-25) (16-25) | KUROBEアクアフェアリーズ （通算ポイント12） | 柏市中央体育館 観客数: 650人 主審: 慈眼雅啓 副審: 小笠原孝文 |
| #626 | 2016年11月26日 15:00 |                                    |                                       |                                             | 柏市中央体育館 観客数: 650人 主審: 慈眼雅啓 副審: 小笠原孝文 |

| #627 | 2016年11月26日 13:00 |                                    |                                       |                                          |                                                                                          |
| #627 | 2016年11月26日 13:00 | JAぎふリオレーナ （通算ポイント6） | 1 - 3 (23-25) (25-16) (20-25) (22-25) | 大野石油広島オイラーズ （通算ポイント9） | 神戸総合運動公園体育館（グリーンアリーナ神戸） 観客数: 170人 主審: 岡田崇 副審: 長堂篤史 |
| #627 | 2016年11月26日 13:00 |                                    |                                       |                                          | 神戸総合運動公園体育館（グリーンアリーナ神戸） 観客数: 170人 主審: 岡田崇 副審: 長堂篤史 |

| #628 | 2016年11月26日 15:20 |                                     |                               |                                          |                                                                                              |
| #628 | 2016年11月26日 15:20 | 上尾メディックス （通算ポイント20） | 3 - 0 (25-15) (25-14) (25-19) | フォレストリーヴズ熊本 （通算ポイント9） | 神戸総合運動公園体育館（グリーンアリーナ神戸） 観客数: 170人 主審: 橋本賀津郎 副審: 髙濵祐介 |
| #628 | 2016年11月26日 15:20 |                                     |                               |                                          | 神戸総合運動公園体育館（グリーンアリーナ神戸） 観客数: 170人 主審: 橋本賀津郎 副審: 髙濵祐介 |

### 2Leg
赤字はホームチーム。

#### 11月27日
| #629 | 2016年11月27日 12:00 |                                             |                               |                                             |                                                              |
| #629 | 2016年11月27日 12:00 | デンソー・エアリービーズ （通算ポイント22） | 3 - 0 (25-18) (25-19) (25-20) | KUROBEアクアフェアリーズ （通算ポイント12） | 柏市中央体育館 観客数: 700人 主審: 中西幸治 副審: 小笠原孝文 |
| #629 | 2016年11月27日 12:00 |                                             |                               |                                             | 柏市中央体育館 観客数: 700人 主審: 中西幸治 副審: 小笠原孝文 |

| #630 | 2016年11月27日 14:00 |                                    |                                       |                                    |                                                              |
| #630 | 2016年11月27日 14:00 | 柏エンゼルクロス （通算ポイント3） | 1 - 3 (25-22) (21-25) (12-25) (15-25) | 仙台ベルフィーユ （通算ポイント9） | 柏市中央体育館 観客数: 700人 主審: 慈眼雅啓 副審: 小田川倫之 |
| #630 | 2016年11月27日 14:00 |                                    |                                       |                                    | 柏市中央体育館 観客数: 700人 主審: 慈眼雅啓 副審: 小田川倫之 |

| #631 | 2016年11月27日 12:00 |                                    |                               |                                          |                                                                                              |
| #631 | 2016年11月27日 12:00 | JAぎふリオレーナ （通算ポイント9） | 3 - 0 (25-18) (25-19) (25-23) | フォレストリーヴズ熊本 （通算ポイント9） | 神戸総合運動公園体育館（グリーンアリーナ神戸） 観客数: 200人 主審: 橋本賀津郎 副審: 長堂篤史 |
| #631 | 2016年11月27日 12:00 |                                    |                               |                                          | 神戸総合運動公園体育館（グリーンアリーナ神戸） 観客数: 200人 主審: 橋本賀津郎 副審: 長堂篤史 |

| #632 | 2016年11月27日 14:00 |                                   |                              |                                         |                                                                                          |
| #632 | 2016年11月27日 14:00 | 上尾メディックス （通算ポイント） | 3 - 0 (25-9) (25-20) (25-17) | 大野石油広島オイラーズ （通算ポイント） | 神戸総合運動公園体育館（グリーンアリーナ神戸） 観客数: 200人 主審: 岡田崇 副審: 髙濵祐介 |
| #632 | 2016年11月27日 14:00 |                                   |                              |                                         | 神戸総合運動公園体育館（グリーンアリーナ神戸） 観客数: 200人 主審: 岡田崇 副審: 髙濵祐介 |

#### 12月3日
| #633 | 2016年12月3日 13:00 |                                     |                               |                                             |                                                                  |
| #633 | 2016年12月3日 13:00 | 上尾メディックス （通算ポイント26） | 3 - 0 (25-20) (25-16) (25-23) | KUROBEアクアフェアリーズ （通算ポイント12） | 富谷スポーツセンター 観客数: 448人 主審: 杉村友雄 副審: 岸名紀彦 |
| #633 | 2016年12月3日 13:00 |                                     |                               |                                             | 富谷スポーツセンター 観客数: 448人 主審: 杉村友雄 副審: 岸名紀彦 |

| #634 | 2016年12月3日 15:05 |                                    |                               |                                     |                                                                  |
| #634 | 2016年12月3日 15:05 | 仙台ベルフィーユ （通算ポイント9） | 0 - 3 (25-27) (20-25) (23-25) | JAぎふリオレーナ （通算ポイント12） | 富谷スポーツセンター 観客数: 987人 主審: 津嶋由香 副審: 佐藤恵美 |
| #634 | 2016年12月3日 15:05 |                                    |                               |                                     | 富谷スポーツセンター 観客数: 987人 主審: 津嶋由香 副審: 佐藤恵美 |

| #635 | 2016年12月3日 13:00 |                                             |                              |                                    |                                                          |
| #635 | 2016年12月3日 13:00 | デンソー・エアリービーズ （通算ポイント25） | 3 - 0 (25-8) (25-13) (25-20) | 柏エンゼルクロス （通算ポイント3） | 猫田記念体育館 観客数: 500人 主審: 飯田一明 副審: 本間明 |
| #635 | 2016年12月3日 13:00 |                                             |                              |                                    | 猫田記念体育館 観客数: 500人 主審: 飯田一明 副審: 本間明 |

| #636 | 2016年12月3日 15:00 |                                          |                                       |                                           |                                                            |
| #636 | 2016年12月3日 15:00 | 大野石油広島オイラーズ （通算ポイント9） | 1 - 3 (22-25) (18-25) (25-21) (20-25) | フォレストリーヴズ熊本 （通算ポイント12） | 猫田記念体育館 観客数: 700人 主審: 川尻康行 副審: 谷川哲也 |
| #636 | 2016年12月3日 15:00 |                                          |                                       |                                           | 猫田記念体育館 観客数: 700人 主審: 川尻康行 副審: 谷川哲也 |

#### 12月4日
| #637 | 2016年12月4日 12:00 |                                     |                                       |                                             |                                                                  |
| #637 | 2016年12月4日 12:00 | JAぎふリオレーナ （通算ポイント12） | 1 - 3 (25-23) (29-31) (19-25) (23-25) | KUROBEアクアフェアリーズ （通算ポイント15） | 富谷スポーツセンター 観客数: 548人 主審: 津嶋由香 副審: 佐藤恵美 |
| #637 | 2016年12月4日 12:00 |                                     |                                       |                                             | 富谷スポーツセンター 観客数: 548人 主審: 津嶋由香 副審: 佐藤恵美 |

| #638 | 2016年12月4日 14:45 |                                    |                       |                                     |                                                                    |
| #638 | 2016年12月4日 14:45 | 仙台ベルフィーユ （通算ポイント9） | 0 - 3 (19-25) (18-25) | 上尾メディックス （通算ポイント29） | 富谷スポーツセンター 観客数: 1,058人 主審: 杉村友雄 副審: 岸名紀彦 |
| #638 | 2016年12月4日 14:45 |                                    |                       |                                     | 富谷スポーツセンター 観客数: 1,058人 主審: 杉村友雄 副審: 岸名紀彦 |

| #639 | 2016年12月4日 12:00 |                                             |                               |                                           |                                                            |
| #639 | 2016年12月4日 12:00 | デンソー・エアリービーズ （通算ポイント28） | 3 - 0 (25-10) (25-19) (25-21) | フォレストリーヴズ熊本 （通算ポイント12） | 猫田記念体育館 観客数: 400人 主審: 飯田一明 副審: 酒井雄己 |
| #639 | 2016年12月4日 12:00 |                                             |                               |                                           | 猫田記念体育館 観客数: 400人 主審: 飯田一明 副審: 酒井雄己 |

| #640 | 2016年12月4日 14:00 |                                           |                                               |                                    |                                                          |
| #640 | 2016年12月4日 14:00 | 大野石油広島オイラーズ （通算ポイント11） | 3 - 2 (25-14) (25-22) (18-25) (28-30) (16-14) | 柏エンゼルクロス （通算ポイント4） | 猫田記念体育館 観客数: 700人 主審: 川尻康行 副審: 本間明 |
| #640 | 2016年12月4日 14:00 |                                           |                                               |                                    | 猫田記念体育館 観客数: 700人 主審: 川尻康行 副審: 本間明 |

#### 1月7日
| #641 | 2017年1月7日 13:00 |                                     |                       |                                           |                                                                  |
| #641 | 2017年1月7日 13:00 | 仙台ベルフィーユ （通算ポイント12） | 3 - 0 (25-15) (25-14) | フォレストリーヴズ熊本 （通算ポイント12） | 松任総合運動公園体育館 観客数: 130人 主審: 大下孝 副審: 奥野俊雄 |
| #641 | 2017年1月7日 13:00 |                                     |                       |                                           | 松任総合運動公園体育館 観客数: 130人 主審: 大下孝 副審: 奥野俊雄 |

| #542 | 2017年1月7日 15:00 |                                     |                                       |                                    |                                                                    |
| #542 | 2017年1月7日 15:00 | JAぎふリオレーナ （通算ポイント14） | 3 - 2 (25-21) (25-15) (23-25) (15-11) | 柏エンゼルクロス （通算ポイント5） | 松任総合運動公園体育館 観客数: 172人 主審: 有乗正志 副審: 国沢雄介 |
| #542 | 2017年1月7日 15:00 |                                     |                                       |                                    | 松任総合運動公園体育館 観客数: 172人 主審: 有乗正志 副審: 国沢雄介 |

#### 1月8日
| #643 | 2017年1月8日 12:00 |                                             |                               |                                     |                                                                    |
| #643 | 2017年1月8日 12:00 | デンソー・エアリービーズ （通算ポイント31） | 3 - 0 (25-18) (25-19) (25-18) | 上尾メディックス （通算ポイント29） | 松任総合運動公園体育館 観客数: 576人 主審: 有乗正志 副審: 奥野俊雄 |
| #643 | 2017年1月8日 12:00 |                                             |                               |                                     | 松任総合運動公園体育館 観客数: 576人 主審: 有乗正志 副審: 奥野俊雄 |

| #644 | 2017年1月8日 14:00 |                                             |                               |                                           |                                                                  |
| #644 | 2017年1月8日 14:00 | KUROBEアクアフェアリーズ （通算ポイント18） | 3 - 0 (25-20) (25-15) (26-24) | 大野石油広島オイラーズ （通算ポイント11） | 松任総合運動公園体育館 観客数: 661人 主審: 大下孝 副審: 松谷俊宏 |
| #644 | 2017年1月8日 14:00 |                                             |                               |                                           | 松任総合運動公園体育館 観客数: 661人 主審: 大下孝 副審: 松谷俊宏 |

#### 1月14日
| #645 | 2017年1月14日 13:00 |                                     |                               |                                           |                                                            |
| #645 | 2017年1月14日 13:00 | 上尾メディックス （通算ポイント32） | 3 - 0 (25-13) (25-22) (25-23) | フォレストリーヴズ熊本 （通算ポイント12） | 柏市中央体育館 観客数: 500人 主審: 水間絵美 副審: 山内大右 |
| #645 | 2017年1月14日 13:00 |                                     |                               |                                           | 柏市中央体育館 観客数: 500人 主審: 水間絵美 副審: 山内大右 |

| #646 | 2017年1月14日 15:05 |                                    |                       |                                             |                                                              |
| #646 | 2017年1月14日 15:05 | 柏エンゼルクロス （通算ポイント8） | 3 - 0 (25-20) (25-19) | KUROBEアクアフェアリーズ （通算ポイント18） | 柏市中央体育館 観客数: 500人 主審: 中西幸治 副審: 赤鳥健太郎 |
| #646 | 2017年1月14日 15:05 |                                    |                       |                                             | 柏市中央体育館 観客数: 500人 主審: 中西幸治 副審: 赤鳥健太郎 |

| #647 | 2017年1月14日 13:00 |                                     |                                               |                                           |                                                                                 |
| #647 | 2017年1月14日 13:00 | 仙台ベルフィーユ （通算ポイント13） | 2 - 3 (14-25) (21-25) (25-23) (25-20) (10-15) | 大野石油広島オイラーズ （通算ポイント13） | OKBぎふ清流アリーナ（岐阜アリーナ） 観客数: 762人 主審: 浅見靖人 副審: 新海正和 |
| #647 | 2017年1月14日 13:00 |                                     |                                               |                                           | OKBぎふ清流アリーナ（岐阜アリーナ） 観客数: 762人 主審: 浅見靖人 副審: 新海正和 |

| #648 | 2017年1月14日 15:50 |                                     |                               |                                             |                                                                                     |
| #648 | 2017年1月14日 15:50 | JAぎふリオレーナ （通算ポイント14） | 0 - 3 (13-25) (21-25) (16-25) | デンソー・エアリービーズ （通算ポイント34） | OKBぎふ清流アリーナ（岐阜アリーナ） 観客数: 1,682人 主審: 増岡三佳子 副審: 糟谷武彦 |
| #648 | 2017年1月14日 15:50 |                                     |                               |                                             | OKBぎふ清流アリーナ（岐阜アリーナ） 観客数: 1,682人 主審: 増岡三佳子 副審: 糟谷武彦 |

#### 1月15日
| #649 | 2017年1月15日 12:00 |                                             |                                       |                                           |                                                              |
| #649 | 2017年1月15日 12:00 | KUROBEアクアフェアリーズ （通算ポイント21） | 3 - 1 (25-22) (25-14) (24-26) (25-20) | フォレストリーヴズ熊本 （通算ポイント12） | 柏市中央体育館 観客数: 300人 主審: 中西幸治 副審: 小田川倫之 |
| #649 | 2017年1月15日 12:00 |                                             |                                       |                                           | 柏市中央体育館 観客数: 300人 主審: 中西幸治 副審: 小田川倫之 |

| #650 | 2017年1月15日 14:30 |                                    |                               |                                     |                                                              |
| #650 | 2017年1月15日 14:30 | 柏エンゼルクロス （通算ポイント8） | 0 - 3 (21-25) (17-25) (20-25) | 上尾メディックス （通算ポイント35） | 柏市中央体育館 観客数: 800人 主審: 水間絵美 副審: 小笠原孝文 |
| #650 | 2017年1月15日 14:30 |                                    |                               |                                     | 柏市中央体育館 観客数: 800人 主審: 水間絵美 副審: 小笠原孝文 |

| #651 | 2017年1月15日 12:00 |                                             |                                       |                                     |                                                                                   |
| #651 | 2017年1月15日 12:00 | デンソー・エアリービーズ （通算ポイント37） | 3 - 1 (23-25) (25-15) (25-16) (25-19) | 仙台ベルフィーユ （通算ポイント13） | OKBぎふ清流アリーナ（岐阜アリーナ） 観客数: 770人 主審: 増岡三佳子 副審: 糟谷武彦 |
| #651 | 2017年1月15日 12:00 |                                             |                                       |                                     | OKBぎふ清流アリーナ（岐阜アリーナ） 観客数: 770人 主審: 増岡三佳子 副審: 糟谷武彦 |

| #652 | 2017年1月15日 14:25 |                                     |                                               |                                           |                                                                                   |
| #652 | 2017年1月15日 14:25 | JAぎふリオレーナ （通算ポイント16） | 3 - 2 (25-21) (20-25) (17-25) (25-23) (16-14) | 大野石油広島オイラーズ （通算ポイント14） | OKBぎふ清流アリーナ（岐阜アリーナ） 観客数: 1,746人 主審: 浅見靖人 副審: 新海正和 |
| #652 | 2017年1月15日 14:25 |                                     |                                               |                                           | OKBぎふ清流アリーナ（岐阜アリーナ） 観客数: 1,746人 主審: 浅見靖人 副審: 新海正和 |

#### 1月21日
| #653 | 2017年1月21日 13:00 |                                     |                       |                                             |                                                                    |
| #653 | 2017年1月21日 13:00 | 仙台ベルフィーユ （通算ポイント16） | 3 - 0 (25-18) (25-13) | KUROBEアクアフェアリーズ （通算ポイント21） | さいたま市記念総合体育館 観客数: 536人 主審: 慈眼雅啓 副審: 飯島毅 |
| #653 | 2017年1月21日 13:00 |                                     |                       |                                             | さいたま市記念総合体育館 観客数: 536人 主審: 慈眼雅啓 副審: 飯島毅 |

| #654 | 2017年1月21日 15:00 |                                     |                                       |                                     |                                                                      |
| #654 | 2017年1月21日 15:00 | 上尾メディックス （通算ポイント38） | 3 - 1 (25-17) (23-25) (26-24) (25-22) | JAぎふリオレーナ （通算ポイント16） | さいたま市記念総合体育館 観客数: 932人 主審: 赤川孝義 副審: 栗原伸裕 |
| #654 | 2017年1月21日 15:00 |                                     |                                       |                                     | さいたま市記念総合体育館 観客数: 932人 主審: 赤川孝義 副審: 栗原伸裕 |

| #655 | 2017年1月21日 13:00 |                                           |                               |                                    |                                                            |
| #655 | 2017年1月21日 13:00 | フォレストリーヴズ熊本 （通算ポイント15） | 3 - 0 (34-32) (25-13) (25-18) | 柏エンゼルクロス （通算ポイント8） | 猫田記念体育館 観客数: 400人 主審: 前川清隆 副審: 谷川哲也 |
| #655 | 2017年1月21日 13:00 |                                           |                               |                                    | 猫田記念体育館 観客数: 400人 主審: 前川清隆 副審: 谷川哲也 |

| #656 | 2017年1月21日 15:00 |                                           |                               |                                             |                                                            |
| #656 | 2017年1月21日 15:00 | 大野石油広島オイラーズ （通算ポイント14） | 0 - 3 (18-25) (14-25) (16-25) | デンソー・エアリービーズ （通算ポイント40） | 猫田記念体育館 観客数: 650人 主審: 橋本賀津郎 副審: 本間明 |
| #656 | 2017年1月21日 15:00 |                                           |                               |                                             | 猫田記念体育館 観客数: 650人 主審: 橋本賀津郎 副審: 本間明 |

### 3Leg
赤字はホームチーム。

#### 1月22日
| #657 | 2017年1月22日 12:00 |                                     |                                               |                                             |                                                                      |
| #657 | 2017年1月22日 12:00 | JAぎふリオレーナ （通算ポイント18） | 3 - 2 (25-21) (21-25) (25-21) (15-25) (15-11) | KUROBEアクアフェアリーズ （通算ポイント22） | さいたま市記念総合体育館 観客数: 541人 主審: 慈眼雅啓 副審: 串橋成二 |
| #657 | 2017年1月22日 12:00 |                                     |                                               |                                             | さいたま市記念総合体育館 観客数: 541人 主審: 慈眼雅啓 副審: 串橋成二 |

| #658 | 2017年1月22日 14:35 |                                     |                               |                                     |                                                                      |
| #658 | 2017年1月22日 14:35 | 上尾メディックス （通算ポイント41） | 3 - 0 (26-24) (25-19) (27-25) | 仙台ベルフィーユ （通算ポイント16） | さいたま市記念総合体育館 観客数: 938人 主審: 赤川孝義 副審: 飯塚雅文 |
| #658 | 2017年1月22日 14:35 |                                     |                               |                                     | さいたま市記念総合体育館 観客数: 938人 主審: 赤川孝義 副審: 飯塚雅文 |

| #659 | 2017年1月22日 12:00 |                                             |                               |                                    |                                                          |
| #659 | 2017年1月22日 12:00 | デンソー・エアリービーズ （通算ポイント43） | 3 - 0 (25-16) (25-17) (25-14) | 柏エンゼルクロス （通算ポイント8） | 猫田記念体育館 観客数: 480人 主審: 前川清隆 副審: 本間明 |
| #659 | 2017年1月22日 12:00 |                                             |                               |                                    | 猫田記念体育館 観客数: 480人 主審: 前川清隆 副審: 本間明 |

| #660 | 2017年1月22日 14:00 |                                           |                       |                                           |                                                              |
| #660 | 2017年1月22日 14:00 | 大野石油広島オイラーズ （通算ポイント14） | 0 - 3 (18-25) (17-25) | フォレストリーヴズ熊本 （通算ポイント18） | 猫田記念体育館 観客数: 580人 主審: 橋本賀津郎 副審: 谷川哲也 |
| #660 | 2017年1月22日 14:00 |                                           |                       |                                           | 猫田記念体育館 観客数: 580人 主審: 橋本賀津郎 副審: 谷川哲也 |

#### 1月28日
| #661 | 2017年1月28日 13:00 |                                             |                       |                                           |                                                              |
| #661 | 2017年1月28日 13:00 | デンソー・エアリービーズ （通算ポイント46） | 3 - 0 (25-13) (25-16) | 大野石油広島オイラーズ （通算ポイント14） | 仙台市青葉体育館 観客数: 609人 主審: 早坂行博 副審: 佐藤恵美 |
| #661 | 2017年1月28日 13:00 |                                             |                       |                                           | 仙台市青葉体育館 観客数: 609人 主審: 早坂行博 副審: 佐藤恵美 |

| #662 | 2017年1月28日 15:00 |                                     |                                       |                                           |                                                              |
| #662 | 2017年1月28日 15:00 | 仙台ベルフィーユ （通算ポイント17） | 2 - 3 (17-25) (18-25) (25-21) (13-15) | フォレストリーヴズ熊本 （通算ポイント20） | 仙台市青葉体育館 観客数: 896人 主審: 津嶋由香 副審: 佐藤慎也 |
| #662 | 2017年1月28日 15:00 |                                     |                                       |                                           | 仙台市青葉体育館 観客数: 896人 主審: 津嶋由香 副審: 佐藤慎也 |

#### 1月29日
| #663 | 2017年1月29日 12:00 |                                             |                                       |                                           |                                                              |
| #663 | 2017年1月29日 12:00 | デンソー・エアリービーズ （通算ポイント49） | 3 - 1 (25-14) (23-25) (25-18) (25-11) | フォレストリーヴズ熊本 （通算ポイント20） | 仙台市青葉体育館 観客数: 646人 主審: 早坂行博 副審: 佐藤慎也 |
| #663 | 2017年1月29日 12:00 |                                             |                                       |                                           | 仙台市青葉体育館 観客数: 646人 主審: 早坂行博 副審: 佐藤慎也 |

| #664 | 2017年1月29日 14:25 |                                     |                                       |                                           |                                                                |
| #664 | 2017年1月29日 14:25 | 仙台ベルフィーユ （通算ポイント18） | 2 - 3 (24-26) (21-25) (25-22) (18-20) | 大野石油広島オイラーズ （通算ポイント16） | 仙台市青葉体育館 観客数: 1,015人 主審: 津嶋由香 副審: 佐藤恵美 |
| #664 | 2017年1月29日 14:25 |                                     |                                       |                                           | 仙台市青葉体育館 観客数: 1,015人 主審: 津嶋由香 副審: 佐藤恵美 |

#### 2月11日
| #665 | 2017年2月11日 13:00 |                                             |                                               |                                     |                                                                |
| #665 | 2017年2月11日 13:00 | デンソー・エアリービーズ （通算ポイント50） | 2 - 3 (25-21) (19-25) (23-25) (25-23) (13-15) | 上尾メディックス （通算ポイント43） | 柏市中央体育館 観客数: 1,500人 主審: 津嶋由香 副審: 小笠原孝文 |
| #665 | 2017年2月11日 13:00 |                                             |                                               |                                     | 柏市中央体育館 観客数: 1,500人 主審: 津嶋由香 副審: 小笠原孝文 |

| #666 | 2017年2月11日 16:00 |                                    |                               |                                     |                                                              |
| #666 | 2017年2月11日 16:00 | 柏エンゼルクロス （通算ポイント8） | 0 - 3 (17-25) (13-25) (18-25) | 仙台ベルフィーユ （通算ポイント21） | 柏市中央体育館 観客数: 900人 主審: 中西幸治 副審: 小田川倫之 |
| #666 | 2017年2月11日 16:00 |                                    |                               |                                     | 柏市中央体育館 観客数: 900人 主審: 中西幸治 副審: 小田川倫之 |

| #667 | 2017年2月11日 13:00 |                                             |                               |                                           |                                                            |
| #667 | 2017年2月11日 13:00 | KUROBEアクアフェアリーズ （通算ポイント22） | 0 - 3 (18-25) (20-25) (18-25) | フォレストリーヴズ熊本 （通算ポイント23） | 瑞浪市民体育館 観客数: 641人 主審: 増岡三佳子 副審: 奥田誠 |
| #667 | 2017年2月11日 13:00 |                                             |                               |                                           | 瑞浪市民体育館 観客数: 641人 主審: 増岡三佳子 副審: 奥田誠 |

| #668 | 2017年2月11日 15:05 |                                     |                                               |                                           |                                                            |
| #668 | 2017年2月11日 15:05 | JAぎふリオレーナ （通算ポイント19） | 2 - 3 (21-25) (25-19) (25-23) (16-25) (10-15) | 大野石油広島オイラーズ （通算ポイント18） | 瑞浪市民体育館 観客数: 855人 主審: 内藤聡美 副審: 新海正和 |
| #668 | 2017年2月11日 15:05 |                                     |                                               |                                           | 瑞浪市民体育館 観客数: 855人 主審: 内藤聡美 副審: 新海正和 |

#### 2月12日
| #669 | 2017年2月12日 12:00 |                                             |                                       |                                     |                                                              |
| #669 | 2017年2月12日 12:00 | デンソー・エアリービーズ （通算ポイント53） | 3 - 1 (19-25) (25-21) (25-11) (25-17) | 仙台ベルフィーユ （通算ポイント21） | 柏市中央体育館 観客数: 850人 主審: 津嶋由香 副審: 赤鳥健太郎 |
| #669 | 2017年2月12日 12:00 |                                             |                                       |                                     | 柏市中央体育館 観客数: 850人 主審: 津嶋由香 副審: 赤鳥健太郎 |

| #670 | 2017年2月12日 14:30 |                                    |                                       |                                     |                                                            |
| #670 | 2017年2月12日 14:30 | 柏エンゼルクロス （通算ポイント8） | 1 - 3 (25-22) (15-25) (20-25) (22-25) | 上尾メディックス （通算ポイント46） | 柏市中央体育館 観客数: 850人 主審: 中西幸治 副審: 藤原真一 |
| #670 | 2017年2月12日 14:30 |                                    |                                       |                                     | 柏市中央体育館 観客数: 850人 主審: 中西幸治 副審: 藤原真一 |

| #671 | 2017年2月12日 12:00 |                                             |                                       |                                           |                                                              |
| #671 | 2017年2月12日 12:00 | KUROBEアクアフェアリーズ （通算ポイント22） | 1 - 3 (25-23) (19-25) (20-25) (23-25) | 大野石油広島オイラーズ （通算ポイント21） | 瑞浪市民体育館 観客数: 531人 主審: 増岡三佳子 副審: 新海正和 |
| #671 | 2017年2月12日 12:00 |                                             |                                       |                                           | 瑞浪市民体育館 観客数: 531人 主審: 増岡三佳子 副審: 新海正和 |

| #672 | 2017年2月12日 14:30 |                                     |                                       |                                           |                                                          |
| #672 | 2017年2月12日 14:30 | JAぎふリオレーナ （通算ポイント20） | 2 - 3 (25-19) (23-25) (25-23) (12-15) | フォレストリーヴズ熊本 （通算ポイント25） | 瑞浪市民体育館 観客数: 620人 主審: 内藤聡美 副審: 奥田誠 |
| #672 | 2017年2月12日 14:30 |                                     |                                       |                                           | 瑞浪市民体育館 観客数: 620人 主審: 内藤聡美 副審: 奥田誠 |

#### 2月18日
| #673 | 2017年2月18日 13:00 |                                     |                               |                                     |                                                                  |
| #673 | 2017年2月18日 13:00 | 上尾メディックス （通算ポイント49） | 3 - 0 (25-17) (25-15) (25-22) | JAぎふリオレーナ （通算ポイント20） | 東和薬品RACTABドーム 観客数: 650人 主審: 須藤義宏 副審: 山元正泰 |
| #673 | 2017年2月18日 13:00 |                                     |                               |                                     | 東和薬品RACTABドーム 観客数: 650人 主審: 須藤義宏 副審: 山元正泰 |

| #674 | 2017年2月18日 15:10 |                                             |                               |                                    |                                                                  |
| #674 | 2017年2月18日 15:10 | KUROBEアクアフェアリーズ （通算ポイント25） | 3 - 0 (25-16) (25-18) (25-20) | 柏エンゼルクロス （通算ポイント8） | 東和薬品RACTABドーム 観客数: 650人 主審: 前川清隆 副審: 岩井好恵 |
| #674 | 2017年2月18日 15:10 |                                             |                               |                                    | 東和薬品RACTABドーム 観客数: 650人 主審: 前川清隆 副審: 岩井好恵 |

#### 2月19日
| #675 | 2017年2月19日 12:00 |                                     |                               |                                             |                                                                  |
| #675 | 2017年2月19日 12:00 | 上尾メディックス （通算ポイント52） | 3 - 0 (25-17) (25-21) (25-23) | KUROBEアクアフェアリーズ （通算ポイント25） | 東和薬品RACTABドーム 観客数: 300人 主審: 前川清隆 副審: 川合加織 |
| #675 | 2017年2月19日 12:00 |                                     |                               |                                             | 東和薬品RACTABドーム 観客数: 300人 主審: 前川清隆 副審: 川合加織 |

| #676 | 2017年2月19日 14:15 |                                     |                               |                                    |                                                                  |
| #676 | 2017年2月19日 14:15 | JAぎふリオレーナ （通算ポイント23） | 3 - 0 (27-25) (25-16) (25-23) | 柏エンゼルクロス （通算ポイント8） | 東和薬品RACTABドーム 観客数: 350人 主審: 須藤義宏 副審: 山元正義 |
| #676 | 2017年2月19日 14:15 |                                     |                               |                                    | 東和薬品RACTABドーム 観客数: 350人 主審: 須藤義宏 副審: 山元正義 |

#### 2月25日
| #677 | 2017年2月25日 13:00 |                                             |                                      |                                     |                                                                    |
| #677 | 2017年2月25日 13:00 | デンソー・エアリービーズ （通算ポイント56） | 3 - 1 (25-20) (25-27) (25-21) (25-9) | JAぎふリオレーナ （通算ポイント23） | 黒部市総合体育センター 観客数: 850人 主審: 三見洋子 副審: 波塚彰優 |
| #677 | 2017年2月25日 13:00 |                                             |                                      |                                     | 黒部市総合体育センター 観客数: 850人 主審: 三見洋子 副審: 波塚彰優 |

| #678 | 2017年2月25日 15:30 |                                             |                                       |                                     |                                                                  |
| #678 | 2017年2月25日 15:30 | KUROBEアクアフェアリーズ （通算ポイント25） | 1 - 3 (17-25) (25-23) (23-25) (17-25) | 仙台ベルフィーユ （通算ポイント24） | 黒部市総合体育センター 観客数: 1,340人 主審: 森口豊 副審: 黒地忍 |
| #678 | 2017年2月25日 15:30 |                                             |                                       |                                     | 黒部市総合体育センター 観客数: 1,340人 主審: 森口豊 副審: 黒地忍 |

| #679 | 2017年2月25日 13:00 |                                     |                               |                                           |                                                            |
| #679 | 2017年2月25日 13:00 | 上尾メディックス （通算ポイント55） | 3 - 0 (25-18) (25-16) (25-18) | フォレストリーヴズ熊本 （通算ポイント25） | 猫田記念体育館 観客数: 350人 主審: 飯田一明 副審: 谷川哲也 |
| #679 | 2017年2月25日 13:00 |                                     |                               |                                           | 猫田記念体育館 観客数: 350人 主審: 飯田一明 副審: 谷川哲也 |

| #680 | 2017年2月25日 15:00 |                                           |                                       |                                    |                                                        |
| #680 | 2017年2月25日 15:00 | 大野石油広島オイラーズ （通算ポイント24） | 3 - 1 (19-25) (25-22) (25-17) (25-21) | 柏エンゼルクロス （通算ポイント8） | 猫田記念体育館 観客数: 500人 主審: 林淳一 副審: 本間明 |
| #680 | 2017年2月25日 15:00 |                                           |                                       |                                    | 猫田記念体育館 観客数: 500人 主審: 林淳一 副審: 本間明 |

#### 2月26日
| #681 | 2017年2月25日 12:00 |                                     |                                               |                                     |                                                                    |
| #681 | 2017年2月25日 12:00 | JAぎふリオレーナ （通算ポイント24） | 2 - 3 (22-25) (24-26) (25-14) (25-20) (11-15) | 仙台ベルフィーユ （通算ポイント26） | 黒部市総合体育センター 観客数: 1,000人 主審: 三見洋子 副審: 黒地忍 |
| #681 | 2017年2月25日 12:00 |                                     |                                               |                                     | 黒部市総合体育センター 観客数: 1,000人 主審: 三見洋子 副審: 黒地忍 |

| #682 | 2017年2月25日 14:40 |                                             |                               |                                             |                                                                    |
| #682 | 2017年2月25日 14:40 | KUROBEアクアフェアリーズ （通算ポイント25） | 0 - 3 (19-25) (21-25) (24-26) | デンソー・エアリービーズ （通算ポイント59） | 黒部市総合体育センター 観客数: 1,500人 主審: 森口豊 副審: 波塚彰優 |
| #682 | 2017年2月25日 14:40 |                                             |                               |                                             | 黒部市総合体育センター 観客数: 1,500人 主審: 森口豊 副審: 波塚彰優 |

| #683 | 2017年2月25日 12:00 |                                           |                               |                                    |                                                          |
| #683 | 2017年2月25日 12:00 | フォレストリーヴズ熊本 （通算ポイント28） | 3 - 0 (25-21) (25-18) (25-23) | 柏エンゼルクロス （通算ポイント8） | 猫田記念体育館 観客数: 400人 主審: 飯田一明 副審: 本間明 |
| #683 | 2017年2月25日 12:00 |                                           |                               |                                    | 猫田記念体育館 観客数: 400人 主審: 飯田一明 副審: 本間明 |

| #684 | 2017年2月25日 14:00 |                                           |                               |                                     |                                                          |
| #684 | 2017年2月25日 14:00 | 大野石油広島オイラーズ （通算ポイント24） | 0 - 3 (17-25) (21-25) (14-25) | 上尾メディックス （通算ポイント58） | 猫田記念体育館 観客数: 680人 主審: 林淳一 副審: 谷川哲也 |
| #684 | 2017年2月25日 14:00 |                                           |                               |                                     | 猫田記念体育館 観客数: 680人 主審: 林淳一 副審: 谷川哲也 |

### 最終順位
| 順位   | チーム名                 | 試合数 | 勝点 | 勝数 | 敗数 | 勝率  | 得セット | 失セット | セット率 | 備考                        |
| ------ | ------------------------ | ------ | ---- | ---- | ---- | ----- | -------- | -------- | -------- | --------------------------- |
| 優勝   | デンソー・エアリービーズ | 21     | 59   | 19   | 2    | 0.905 | 61       | 10       | 6.100    | V・チャレンジマッチへ       |
| 準優勝 | 上尾メディックス         | 21     | 58   | 20   | 1    | 0.952 | 60       | 10       | 6.000    | V・チャレンジマッチへ       |
| 3      | フォレストリーヴズ熊本   | 21     | 28   | 10   | 11   | 0.476 | 34       | 42       | 0.810    |                             |
| 4      | 仙台ベルフィーユ         | 21     | 26   | 8    | 13   | 0.381 | 33       | 43       | 0.767    |                             |
| 5      | KUROBEアクアフェアリーズ | 21     | 25   | 8    | 13   | 0.381 | 29       | 43       | 0.674    |                             |
| 6      | 大野石油広島オイラーズ   | 21     | 24   | 9    | 12   | 0.429 | 34       | 49       | 0.694    |                             |
| 7      | JAぎふリオレーナ         | 21     | 24   | 8    | 13   | 0.381 | 34       | 46       | 0.739    | V・チャレンジリーグ入替戦へ |
| 8      | 柏エンゼルクロス         | 21     | 8    | 2    | 19   | 0.095 | 17       | 59       | 0.288    | V・チャレンジリーグ入替戦へ |

### 個人賞
| No. | 賞名             | 受賞者                       | 所属チーム | 備考                |
| --- | ---------------- | ---------------------------- | ---------- | ------------------- |
| 1   | 最高殊勲選手賞   | クリスティアネ・フュルスト   | デンソー   |                     |
| 2   | 敢闘賞           | ロシル・カルデロン・ディアス | 上尾       |                     |
| 3   | 最優秀新人賞     | 岩永明奈                     | 熊本       |                     |
| 4   | 得点王           | ロシル・カルデロン・ディアス | 上尾       | 総得点=403点        |
| 5   | スパイク賞       | ロシル・カルデロン・ディアス | 上尾       | 決定率=56.1%        |
| 6   | ブロック賞       | クリスティアネ・フュルスト   | デンソー   | 決定本数=1.06本/set |
| 7   | サーブ賞         | 青柳京古                     | 上尾       | 効果率=21.1%        |
| 8   | サーブレシーブ賞 | 高橋咲妃恵                   | 仙台       | 成功率=74.7%        |

### V・チャレンジリーグ入替戦
本節ではチャレンジリーグIとチャレンジリーグIIの入替戦について述べている。プレミアリーグとチャレンジリーグIの入替戦については、バレーボール2016/17Vプレミアリーグ#Vチャレンジ・マッチ（入替戦）女子を参照のこと。

#### 3月4日
| #911 | 2017年3月4日 10:00 |                                            |                               |                                       |                                                                    |
| #911 | 2017年3月4日 10:00 | JAぎふリオレーナ （チャレンジリーグI 7位） | 3 - 1 (24-26) (26-24) (25-18) | ブレス浜松 （チャレンジリーグII 2位） | パナソニックアリーナ 観客数: 700人 主審: 山本和良 副審: 佐々木伸子 |
| #911 | 2017年3月4日 10:00 |                                            |                               |                                       | パナソニックアリーナ 観客数: 700人 主審: 山本和良 副審: 佐々木伸子 |

| #912 | 2017年3月4日 12:25 |                                            |                                       |                                                       |                                                                |
| #912 | 2017年3月4日 12:25 | 柏エンゼルクロス （チャレンジリーグI 8位） | 1 - 3 (25-23) (15-25) (23-25) (15-25) | トヨタ自動車ヴァルキューレ （チャレンジリーグII 1位） | パナソニックアリーナ 観客数: 650人 主審: 吉岡奈々 副審: 城智人 |
| #912 | 2017年3月4日 12:25 |                                            |                                       |                                                       | パナソニックアリーナ 観客数: 650人 主審: 吉岡奈々 副審: 城智人 |

#### 3月5日
| #913 | 2017年3月5日 10:00 |                                            |                                       |                                       |                                                                |
| #913 | 2017年3月5日 10:00 | JAぎふリオレーナ （チャレンジリーグI 7位） | 3 - 1 (25-13) (21-25) (25-18) (25-19) | ブレス浜松 （チャレンジリーグII 2位） | パナソニックアリーナ 観客数: 500人 主審: 城智人 副審: 吉岡奈々 |
| #913 | 2017年3月5日 10:00 |                                            |                                       |                                       | パナソニックアリーナ 観客数: 500人 主審: 城智人 副審: 吉岡奈々 |

| #914 | 2017年3月5日 12:10 |                                            |                                       |                                                       |                                                                    |
| #914 | 2017年3月5日 12:10 | 柏エンゼルクロス （チャレンジリーグI 8位） | 3 - 1 (22-25) (27-25) (25-15) (26-24) | トヨタ自動車ヴァルキューレ （チャレンジリーグII 1位） | パナソニックアリーナ 観客数: 400人 主審: 佐々木伸子 副審: 山本和良 |
| #914 | 2017年3月5日 12:10 |                                            |                                       |                                                       | パナソニックアリーナ 観客数: 400人 主審: 佐々木伸子 副審: 山本和良 |

JAぎふは二連勝して来季の残留を決めたが、柏-トヨタ自動車戦は一勝一敗となり、下記のとおり得点率の差でトヨタ自動車が勝利し来季の昇級資格を得た。
| リーグ・順位            | チーム                     | ポイント | 勝 | 敗 | 得セット | 失セット | セット率 | 得点 | 失点 | 得点率  |
| ----------------------- | -------------------------- | -------- | -- | -- | -------- | -------- | -------- | ---- | ---- | ------- |
| VチャレンジリーグI 8位  | 柏エンゼルクロス           | 3        | 1  | 1  | 4        | 4        | 1.000    | 178  | 187  | 0.95187 |
| VチャレンジリーグII 1位 | トヨタ自動車ヴァルキューレ | 3        | 1  | 1  | 4        | 4        | 1.000    | 187  | 178  | 1.05056 |

## 参考
- 大会概要
- 男子大会日程
- 女子大会日程
- 男子星取表
- 女子星取表
- 2016/17 V・チャレンジリーグI 最終結果・個人賞受賞選手決定のお知らせ
- 2016/17シーズン Ｖリーグ個人賞 受賞者一覧